# Lega Pro Prima Divisione 2013-2014
La Lega Pro Prima Divisione 2013-2014 è stata la 36ª edizione del campionato italiano di calcio della ex Serie C1. Come nella precedente edizione, hanno partecipato 33 squadre, divise in due gironi. Il campionato è iniziato il 1º settembre 2013 e si è concluso il 4 maggio 2014. Per la prima volta, le prime due giornate sono state giocate in notturna.
La sosta natalizia venne prevista per domenica 29 dicembre 2013, quella di Pasqua per il 20 aprile 2014. I gironi sono stati compilati, come nell'annata precedente, con criteri geografici e sono stati resi noti il 5 agosto. Rispetto all'annata precedente, stavolta è il girone B, ossia quello meridionale, ad avere 17 squadre, mentre il girone A ne ha 16. Quest'ultimo avrà ulteriori quattro soste perché ha quattro giornate in meno nel calendario. Il girone B, invece, avendo un numero dispari di squadre, vedrà due turni di riposo per tutte le compagini, uno all'andata ed uno al ritorno. I calendari sono stati stilati, insieme a quelli della Seconda Divisione, in una cerimonia ufficiale presso Palazzo Vecchio, a Firenze, venerdì 9 agosto 2013, trasmessa in diretta televisiva su Rai Sport 1.

## Stagione

### La riforma della Lega Pro
È stato l'ultimo campionato prima della riforma deliberata dalla Lega Italiana Calcio Professionistico che ha ricreato la formula a tre gironi in essere negli anni sessanta e settanta. Fra le partecipanti vi furono le quattro retrocesse dalla Serie B e le sei neopromosse dalla Seconda Divisione. Al posto della Tritium, esclusa per inadempienze amministrative ad iscritta nella Promozione lombarda, è stata ripescata la retrocessa Carrarese, che venne inserita nel girone A. Invece il Lecce, dopo l'annata trascorsa nel girone settentrionale a causa della sua retrocessione per illecito sportivo, viene inserito regolarmente nel girone B. Per consentire la riforma non vi sono retrocessioni né play-out.
Per garantire la regolarità del torneo i play-off furono allargati da quattro ad otto squadre per girone inserendo anche delle novità regolamentari, come i quarti di finale in gara unica, la possibilità dei tempi supplementari anche nei quarti di finale e nelle semifinali e non più solo nella finale e la possibilità dei calci di rigore in tutti e tre i turni. Pertanto a parità di gol complessivi non è più applicata la regola che promuove automaticamente la squadra meglio classificata nella stagione regolare la quale mantiene il solo vantaggio del fattore campo. Confermata, invece, la non adozione della regola dei gol in trasferta.

### Regolamento

#### Promozioni
Le squadre classificate al primo posto dei rispettivi gironi sono state promosse in Serie B. Per determinare le altre squadre promosse si sono disputati, in ciascuno dei due gironi, play-off tra le squadre che si sono classificate dal secondo al nono posto.

#### Retrocessioni
Nessuna società è stata retrocessa.

#### Formula dei play-off

Il logo dei play-off 2013-2014.

I play-off si svolgono ad eliminazione diretta, articolati in tre turni: quarti di finale, semifinali e finale. Gli accoppiamenti sono determinati da un tabellone di tipo tennistico in base ai piazzamenti in classifica. I quarti di finale si svolgono in gara unica, in casa della squadra meglio classificata. Le semifinali e la finale si svolgono invece con gare di andata e ritorno, con la squadra meglio classificata che ha diritto a giocare in casa la gara di ritorno. In tutti e tre i turni sono previsti tempi supplementari e calci di rigore a parità del computo dei gol complessivi: il miglior piazzamento in classifica e i goal segnati in trasferta non favoriscono una squadra rispetto ad un'altra. Questo il tabellone dei quarti di finale:
- seconda classificata contro nona classificata;
- terza classificata contro ottava classificata;
- quarta classificata contro settima classificata;
- quinta classificata contro sesta classificata.

Le vincitrici dei quattro incontri accedono alle semifinali, con i seguenti accoppiamenti:
- vincente tra seconda e nona contro vincente tra quinta e sesta;
- vincente tra quarta e settima contro vincente tra terza ed ottava.

Le vincitrici delle semifinali si affrontano nella finale e la vincente di quest'ultima è promossa in Serie B.
In questa edizione del campionato di Prima Divisione, il turno di play-off promozione ha assunto, per ragioni di sponsorizzazione, la denominazione ufficiale di Play-off UnipolSai.

## Girone A
Il girone A viene vinto dalla Virtus Entella che conquistò la prima storica promozione in B: i liguri staccarono il biglietto per i cadetti il 4 maggio in rimonta contro la Cremonese vincendo per 2-1 allo Zini di Cremona, i play-off verranno vinti invece dai diretti rivali dell'Entella: la Pro Vercelli che ritorna dopo solo un anno in B: i piemontesi sconfissero in ordine Feralpisalò (3-0), Savona (2-1; 2-1) e il Südtirol in finale (1-0; 1-1), alla fine della stagione il Vicenza verrà ripescato in B a seguito del fallimento del Siena nella serie cadetta, tutte le altre squadre sono ammesse alla nuova Lega Pro.

### Squadre partecipanti
| Club           | Stagione | Città                        | Stadio                                   | Stagione precedente                                                |
| -------------- | -------- | ---------------------------- | ---------------------------------------- | ------------------------------------------------------------------ |
| AlbinoLeffe    | dettagli | Albino e Leffe (BG)          | Stadio Atleti Azzurri d'Italia (Bergamo) | 6º posto in Lega Pro Prima Divisione/A                             |
| Carrarese      | dettagli | Carrara                      | Stadio dei Marmi                         | 16º posto in Lega Pro Prima Divisione/B, ripescata                 |
| Como           | dettagli | Como                         | Stadio Giuseppe Sinigaglia               | 12º posto in Lega Pro Prima Divisione/A                            |
| Cremonese      | dettagli | Cremona                      | Stadio Giovanni Zini                     | 7º posto in Lega Pro Prima Divisione/A                             |
| Feralpisalò    | dettagli | Salò e Lonato del Garda (BS) | Stadio Lino Turina                       | 9º posto in Lega Pro Prima Divisione/A                             |
| Lumezzane      | dettagli | Lumezzane (BS)               | Stadio Tullio Saleri                     | 8º posto in Lega Pro Prima Divisione/A                             |
| Pavia          | dettagli | Pavia                        | Stadio Pietro Fortunati                  | 11º posto in Lega Pro Prima Divisione/A                            |
| Pro Patria     | dettagli | Busto Arsizio (VA)           | Stadio Carlo Speroni                     | 1º in Lega Pro Seconda Divisione A, promossa                       |
| Pro Vercelli   | dettagli | Vercelli                     | Stadio Silvio Piola                      | 21º posto in Serie B, retrocessa                                   |
| Reggiana       | dettagli | Reggio Emilia                | Mapei Stadium - Città del Tricolore      | 15º posto in Lega Pro Prima Divisione/A                            |
| San Marino     | dettagli | Serravalle (RSM)             | Stadio Olimpico                          | 10º posto in Lega Pro Prima Divisione/A                            |
| Savona         | dettagli | Savona                       | Stadio Valerio Bacigalupo                | 2º posto in Lega Pro Seconda Divisione/A, promossa                 |
| Südtirol       | dettagli | Bolzano                      | Stadio Druso                             | 4º posto in Lega Pro Prima Divisione/A                             |
| Venezia        | dettagli | Venezia                      | Stadio Pierluigi Penzo                   | 3º posto in Lega Pro Seconda Divisione/A, promossa dopo i play-off |
| Vicenza        | dettagli | Vicenza                      | Stadio Romeo Menti                       | 19º posto in Serie B, retrocessa                                   |
| Virtus Entella | dettagli | Chiavari (GE)                | Stadio Comunale                          | 5º posto in Lega Pro Prima Divisione/A                             |

### Allenatori
| Squadra     | Allenatore                                                              | Squadra        | Allenatore                                                         |
| ----------- | ----------------------------------------------------------------------- | -------------- | ------------------------------------------------------------------ |
| Albinoleffe | Armando Madonna (1ª-15ª) Elio Gustinetti (16ª-30ª e play-off)           | Pro Vercelli   | Cristiano Scazzola                                                 |
| Carrarese   | Maurizio Braghin (1ª-9ª) Gian Marco Remondina (10ª-30ª)                 | Reggiana       | Pier Francesco Battistini (1ª-21ª) Marcello Montanari (22ª-30ª)    |
| Como        | Giovanni Colella                                                        | San Marino     | Fernando José de Argila Irurita (1ª-14ª) Agatino Cuttone (15ª-30ª) |
| Cremonese   | Vincenzo Torrente (1ª-24ª) Davide Dionigi (25ª-30ª e play-off)          | Savona         | Ninni Corda                                                        |
| Feralpisalò | Giuseppe Scienza                                                        | Sudtirol       | Lorenzo D'Anna (1ª-5ª) Claudio Rastelli (6ª-30ª e play-off)        |
| Lumezzane   | Michele Marcolini                                                       | Unione Venezia | Alessandro Dal Canto                                               |
| Pavia       | Alessio Pala (1ª-12ª) Marco Veronese (13ª-16ª) Patrizio Bensi (17ª-30ª) | Vicenza        | Giovanni Lopez                                                     |
| Pro Patria  | Alberto Colombo                                                         | Virtus Entella | Luca Prina                                                         |

### Classifica finale
|  | Pos. | Squadra         | Pt | G  | V  | N  | P  | GF | GS | DR  |
|  | ---- | --------------- | -- | -- | -- | -- | -- | -- | -- | --- |
|  | 1.   | Virtus Entella  | 58 | 30 | 16 | 10 | 4  | 42 | 24 | +18 |
|  | 2.   | Pro Vercelli    | 57 | 30 | 14 | 15 | 1  | 34 | 16 | +18 |
|  | 3.   | Südtirol        | 49 | 30 | 14 | 7  | 9  | 45 | 38 | +7  |
|  | 4.   | Cremonese       | 47 | 30 | 13 | 8  | 9  | 37 | 29 | +8  |
|  | 5.   | Vicenza (-4)    | 47 | 30 | 14 | 9  | 7  | 44 | 31 | +13 |
|  | 6.   | Savona          | 44 | 30 | 12 | 8  | 10 | 43 | 41 | +2  |
|  | 7.   | AlbinoLeffe     | 43 | 30 | 12 | 7  | 11 | 42 | 40 | +2  |
|  | 8.   | Como            | 42 | 30 | 10 | 12 | 8  | 37 | 32 | +5  |
|  | 9.   | Feralpisalò     | 41 | 30 | 11 | 8  | 11 | 41 | 42 | -1  |
|  | 10.  | Venezia         | 41 | 30 | 12 | 5  | 13 | 40 | 38 | +2  |
|  | 11.  | Carrarese       | 36 | 30 | 9  | 9  | 12 | 35 | 41 | -6  |
|  | 12.  | Reggiana        | 32 | 30 | 9  | 5  | 16 | 30 | 36 | -6  |
|  | 13.  | Pro Patria (-1) | 32 | 30 | 8  | 9  | 13 | 25 | 33 | -8  |
|  | 14.  | Lumezzane       | 29 | 30 | 7  | 8  | 15 | 31 | 42 | -11 |
|  | 15.  | San Marino      | 24 | 30 | 5  | 9  | 16 | 22 | 47 | -25 |
|  | 16.  | Pavia           | 23 | 30 | 4  | 11 | 15 | 23 | 41 | -18 |

Legenda:
      Promossa in Serie B 2014-2015.
 Qualificate ai play-off.
Regolamento:
Tre punti a vittoria, uno a pareggio, zero a sconfitta.
In caso di arrivo di due o più squadre a pari punti, la graduatoria verrà stilata secondo la classifica avulsa tra le squadre interessate che prevede, in ordine, i seguenti criteri :
- Punti negli scontri diretti
- Differenza reti negli scontri diretti
- Differenza reti generale
- Reti realizzate in generale
- Sorteggio

Note:
Il Vicenza ha poi scontato 4 punti di penalizzazione.
Il Pro Patria ha poi scontato 1 punto di penalizzazione.
Il Vicenza è stato poi Rripescato in Serie B 2014-2015 a completamento di organici.

### Risultati

#### Tabellone
|                | Alb  | Car  | Com  | Cre  | Fer  | Lum  | Pav  | PPa  | PVe  | Reg  | SMa  | Sav  | Sud  | UVe  | Vic  | VEn  |
| -------------- | ---- | ---- | ---- | ---- | ---- | ---- | ---- | ---- | ---- | ---- | ---- | ---- | ---- | ---- | ---- | ---- |
| AlbinoLeffe    | –––– | 0-1  | 1-4  | 0-3  | 2-3  | 2-0  | 1-0  | 2-1  | 2-2  | 1-0  | 0-0  | 2-3  | 3-1  | 2-1  | 0-1  | 3-1  |
| Carrarese      | 1-3  | –––– | 3-0  | 1-0  | 2-0  | 0-0  | 0-0  | 1-0  | 3-3  | 0-2  | 4-4  | 1-4  | 2-1  | 0-1  | 2-4  | 0-1  |
| Como           | 2-2  | 1-1  | –––– | 3-3  | 1-0  | 3-0  | 0-1  | 0-0  | 0-0  | 1-1  | 0-0  | 4-2  | 3-2  | 2-0  | 2-0  | 0-0  |
| Cremonese      | 1-1  | 2-2  | 0-1  | –––– | 3-1  | 2-1  | 1-0  | 1-0  | 0-1  | 2-0  | 2-0  | 1-2  | 1-1  | 1-3  | 2-1  | 1-2  |
| FeralpiSalò    | 2-2  | 0-0  | 1-0  | 0-2  | –––– | 0-3  | 4-2  | 1-1  | 1-0  | 2-0  | 3-1  | 4-2  | 1-3  | 2-0  | 1-1  | 1-2  |
| Lumezzane      | 0-0  | 3-0  | 0-1  | 0-1  | 1-0  | –––– | 0-2  | 1-2  | 1-2  | 0-1  | 1-0  | 2-1  | 0-0  | 1-2  | 0-1  | 1-1  |
| Pavia          | 0-3  | 1-1  | 1-1  | 1-1  | 1-1  | 2-2  | –––– | 1-3  | 0-0  | 0-1  | 0-1  | 2-1  | 0-0  | 0-1  | 0-1  | 0-2  |
| Pro Patria     | 0-1  | 0-2  | 1-1  | 1-2  | 1-0  | 0-0  | 2-3  | –––– | 0-0  | 0-1  | 2-1  | 3-2  | 1-2  | 1-0  | 1-1  | 1-1  |
| Pro Vercelli   | 1-1  | 2-0  | 1-1  | 1-0  | 2-2  | 1-0  | 1-0  | 1-0  | –––– | 1-0  | 4-0  | 1-0  | 2-0  | 1-0  | 1-1  | 0-0  |
| Reggiana       | 2-3  | 1-0  | 2-0  | 1-2  | 0-1  | 2-2  | 2-2  | 0-1  | 1-2  | –––– | 2-0  | 0-1  | 1-2  | 1-0  | 2-0  | 0-2  |
| San Marino     | 1-0  | 0-5  | 2-0  | 0-1  | 0-3  | 0-1  | 0-0  | 1-2  | 0-0  | 2-2  | –––– | 1-1  | 0-3  | 2-1  | 2-2  | 2-1  |
| Savona         | 2-3  | 1-1  | 1-0  | 1-1  | 1-1  | 4-1  | 1-0  | 1-0  | 1-1  | 2-1  | 0-0  | –––– | 3-1  | 2-1  | 1-0  | 2-2  |
| Südtirol       | 2-0  | 1-0  | 4-3  | 3-1  | 3-2  | 1-1  | 4-0  | 2-0  | 0-0  | 1-1  | 2-1  | 1-0  | –––– | 1-4  | 1-0  | 1-2  |
| Unione Venezia | 1-0  | 1-2  | 2-2  | 1-0  | 0-1  | 5-3  | 2-2  | 3-0  | 1-1  | 2-1  | 2-1  | 1-1  | 1-1  | –––– | 2-1  | 0-2  |
| Vicenza        | 3-2  | 2-0  | 0-1  | 0-0  | 4-1  | 2-1  | 2-1  | 1-1  | 1-1  | 3-2  | 1-0  | 4-0  | 3-1  | 2-1  | –––– | 1-1  |
| Virtus Entella | 1-0  | 3-0  | 1-0  | 0-0  | 2-2  | 4-5  | 2-1  | 0-0  | 0-1  | 1-0  | 2-0  | 1-0  | 2-0  | 2-1  | 1-1  | –––– |

#### Calendario
| andata (1ª) | andata (1ª) | Prima giornata             | ritorno (16ª) | ritorno (16ª) |
|             |             |                            |               |               |
| 1º set.     | 2-0         | FeralpiSalò-Unione Venezia | 1-0           | 5 gen.        |
| 1º set.     | 1-2         | Lumezzane-Pro Vercelli     | 0-1           | 5 gen.        |
| 1º set.     | 1-1         | Südtirol-Reggiana          | 2-1           | 5 gen.        |
| 1º set.     | 1-2         | Pro Patria-Cremonese       | 0-1           | 5 gen.        |
| 1º set.     | 2-3         | Savona-AlbinoLeffe         | 3-2           | 5 gen.        |
| 1º set.     | 0-5         | San Marino-Carrarese       | 4-4           | 5 gen.        |
| 1º set.     | 1-0         | Virtus Entella-Como        | 0-0           | 5 gen.        |
| 1º set.     | 2-1         | Vicenza-Pavia              | 1-0           | 5 gen.        |

| andata (2ª) | andata (2ª) | Seconda giornata         | ritorno (17ª) | ritorno (17ª) |
|             |             |                          |               |               |
| 8 set.      | 3-1         | AlbinoLeffe-Südtirol     | 0-2           | 12 gen.       |
| 8 set.      | 0-1         | Carrarese-Virtus Entella | 0-3           | 12 gen.       |
| 8 set.      | 1-0         | Pro Vercelli-Pro Patria  | 0-0           | 12 gen.       |
| 8 set.      | 2-0         | Como-Vicenza             | 1-0           | 12 gen.       |
| 8 set.      | 2-1         | Pavia-Savona             | 0-1           | 12 gen.       |
| 8 set.      | 3-1         | Cremonese-FeralpiSalò    | 2-0           | 12 gen.       |
| 8 set.      | 2-0         | Reggiana-San Marino      | 2-2           | 12 gen.       |
| 8 set.      | 5-3         | Unione Venezia-Lumezzane | 2-1           | 12 gen.       |

| andata (1ª) | andata (1ª) | Prima giornata             | ritorno (16ª) | ritorno (16ª) |
|             |             |                            |               |               |
| 1º set.     | 2-0         | FeralpiSalò-Unione Venezia | 1-0           | 5 gen.        |
| 1º set.     | 1-2         | Lumezzane-Pro Vercelli     | 0-1           | 5 gen.        |
| 1º set.     | 1-1         | Südtirol-Reggiana          | 2-1           | 5 gen.        |
| 1º set.     | 1-2         | Pro Patria-Cremonese       | 0-1           | 5 gen.        |
| 1º set.     | 2-3         | Savona-AlbinoLeffe         | 3-2           | 5 gen.        |
| 1º set.     | 0-5         | San Marino-Carrarese       | 4-4           | 5 gen.        |
| 1º set.     | 1-0         | Virtus Entella-Como        | 0-0           | 5 gen.        |
| 1º set.     | 2-1         | Vicenza-Pavia              | 1-0           | 5 gen.        |

| andata (2ª) | andata (2ª) | Seconda giornata         | ritorno (17ª) | ritorno (17ª) |
|             |             |                          |               |               |
| 8 set.      | 3-1         | AlbinoLeffe-Südtirol     | 0-2           | 12 gen.       |
| 8 set.      | 0-1         | Carrarese-Virtus Entella | 0-3           | 12 gen.       |
| 8 set.      | 1-0         | Pro Vercelli-Pro Patria  | 0-0           | 12 gen.       |
| 8 set.      | 2-0         | Como-Vicenza             | 1-0           | 12 gen.       |
| 8 set.      | 2-1         | Pavia-Savona             | 0-1           | 12 gen.       |
| 8 set.      | 3-1         | Cremonese-FeralpiSalò    | 2-0           | 12 gen.       |
| 8 set.      | 2-0         | Reggiana-San Marino      | 2-2           | 12 gen.       |
| 8 set.      | 5-3         | Unione Venezia-Lumezzane | 2-1           | 12 gen.       |

| andata (3ª) | andata (3ª) | Terza giornata                | ritorno (18ª) | ritorno (18ª) |
|             |             |                               |               |               |
| 15 set.     | 0-3         | AlbinoLeffe-Cremonese         | 1-1           | 19 gen.       |
| 15 set.     | 0-3         | FeralpiSalò-Lumezzane         | 0-1           | 19 gen.       |
| 15 set.     | 1-2         | Reggiana-Pro Vercelli         | 0-1           | 19 gen.       |
| 15 set.     | 2-0         | San Marino-Como               | 0-0           | 19 gen.       |
| 15 set.     | 1-0         | Savona-Pro Patria             | 2-3           | 19 gen.       |
| 15 set.     | 4-0         | Südtirol-Pavia                | 0-0           | 19 gen.       |
| 15 set.     | 2-1         | Virtus Entella-Unione Venezia | 2-0           | 17 gen.       |
| 15 set.     | 2-0         | Vicenza-Carrarese             | 4-2           | 19 gen.       |

| andata (4ª) | andata (4ª) | Quarta giornata          | ritorno (19ª) | ritorno (19ª) |
|             |             |                          |               |               |
| 22 set.     | 0-2         | Carrarese-Reggiana       | 0-1           | 26 gen.       |
| 22 set.     | 3-2         | Como-Südtirol            | 3-4           | 26 gen.       |
| 22 set.     | 1-2         | Cremonese-Savona         | 1-1           | 26 gen.       |
| 22 set.     | 1-1         | Lumezzane-Virtus Entella | 5-4           | 26 gen.       |
| 22 set.     | 0-1         | Pavia-San Marino         | 0-0           | 26 gen.       |
| 22 set.     | 0-1         | Pro Patria-AlbinoLeffe   | 1-2           | 26 gen.       |
| 22 set.     | 2-2         | Pro Vercelli-FeralpiSalò | 0-1           | 26 gen.       |
| 21 set.     | 2-1         | Unione Venezia-Vicenza   | 1-2           | 26 gen.       |

| andata (3ª) | andata (3ª) | Terza giornata                | ritorno (18ª) | ritorno (18ª) |
|             |             |                               |               |               |
| 15 set.     | 0-3         | AlbinoLeffe-Cremonese         | 1-1           | 19 gen.       |
| 15 set.     | 0-3         | FeralpiSalò-Lumezzane         | 0-1           | 19 gen.       |
| 15 set.     | 1-2         | Reggiana-Pro Vercelli         | 0-1           | 19 gen.       |
| 15 set.     | 2-0         | San Marino-Como               | 0-0           | 19 gen.       |
| 15 set.     | 1-0         | Savona-Pro Patria             | 2-3           | 19 gen.       |
| 15 set.     | 4-0         | Südtirol-Pavia                | 0-0           | 19 gen.       |
| 15 set.     | 2-1         | Virtus Entella-Unione Venezia | 2-0           | 17 gen.       |
| 15 set.     | 2-0         | Vicenza-Carrarese             | 4-2           | 19 gen.       |

| andata (4ª) | andata (4ª) | Quarta giornata          | ritorno (19ª) | ritorno (19ª) |
|             |             |                          |               |               |
| 22 set.     | 0-2         | Carrarese-Reggiana       | 0-1           | 26 gen.       |
| 22 set.     | 3-2         | Como-Südtirol            | 3-4           | 26 gen.       |
| 22 set.     | 1-2         | Cremonese-Savona         | 1-1           | 26 gen.       |
| 22 set.     | 1-1         | Lumezzane-Virtus Entella | 5-4           | 26 gen.       |
| 22 set.     | 0-1         | Pavia-San Marino         | 0-0           | 26 gen.       |
| 22 set.     | 0-1         | Pro Patria-AlbinoLeffe   | 1-2           | 26 gen.       |
| 22 set.     | 2-2         | Pro Vercelli-FeralpiSalò | 0-1           | 26 gen.       |
| 21 set.     | 2-1         | Unione Venezia-Vicenza   | 1-2           | 26 gen.       |

| andata (5ª) | andata (5ª) | Quinta giornata          | ritorno (20ª) | ritorno (20ª) |
|             |             |                          |               |               |
| 6 ott.      | 2-2         | AlbinoLeffe-Pro Vercelli | 1-1           | 31 gen.       |
| 6 ott.      | 0-0         | FeralpiSalò-Carrarese    | 0-2           | 2 feb.        |
| 6 ott.      | 0-1         | Pavia-Unione Venezia     | 2-2           | 2 feb.        |
| 6 ott.      | 1-2         | Reggiana-Cremonese       | 0-2           | 2 feb.        |
| 6 ott.      | 1-2         | San Marino-Pro Patria    | 1-2           | 2 feb.        |
| 6 ott.      | 1-0         | Savona-Como              | 2-4           | 2 feb.        |
| 6 ott.      | 1-1         | Südtirol-Lumezzane       | 0-0           | 2 feb.        |
| 6 ott.      | 1-1         | Vicenza-Virtus Entella   | 1-1           | 2 feb.        |

| andata (6ª) | andata (6ª) | Sesta giornata             | ritorno (21ª) | ritorno (21ª) |
|             |             |                            |               |               |
| 13 ott.     | 0-0         | Carrarese-Pavia            | 1-1           | 9 feb.        |
| 13 ott.     | 0-1         | Cremonese-Como             | 3-3           | 7 feb.        |
| 13 ott.     | 1-1         | FeralpiSalò-Vicenza        | 1-4           | 16 feb.       |
| 13 ott.     | 1-0         | Lumezzane-San Marino       | 1-0           | 9 feb.        |
| 13 ott.     | 0-1         | Pro Patria-Reggiana        | 1-0           | 9 feb.        |
| 13 ott.     | 1-0         | Pro Vercelli-Savona        | 1-1           | 9 feb.        |
| 13 ott.     | 1-1         | Unione Venezia-Südtirol    | 4-1           | 9 feb.        |
| 13 ott.     | 1-0         | Virtus Entella-AlbinoLeffe | 1-3           | 9 feb.        |

| andata (5ª) | andata (5ª) | Quinta giornata          | ritorno (20ª) | ritorno (20ª) |
|             |             |                          |               |               |
| 6 ott.      | 2-2         | AlbinoLeffe-Pro Vercelli | 1-1           | 31 gen.       |
| 6 ott.      | 0-0         | FeralpiSalò-Carrarese    | 0-2           | 2 feb.        |
| 6 ott.      | 0-1         | Pavia-Unione Venezia     | 2-2           | 2 feb.        |
| 6 ott.      | 1-2         | Reggiana-Cremonese       | 0-2           | 2 feb.        |
| 6 ott.      | 1-2         | San Marino-Pro Patria    | 1-2           | 2 feb.        |
| 6 ott.      | 1-0         | Savona-Como              | 2-4           | 2 feb.        |
| 6 ott.      | 1-1         | Südtirol-Lumezzane       | 0-0           | 2 feb.        |
| 6 ott.      | 1-1         | Vicenza-Virtus Entella   | 1-1           | 2 feb.        |

| andata (6ª) | andata (6ª) | Sesta giornata             | ritorno (21ª) | ritorno (21ª) |
|             |             |                            |               |               |
| 13 ott.     | 0-0         | Carrarese-Pavia            | 1-1           | 9 feb.        |
| 13 ott.     | 0-1         | Cremonese-Como             | 3-3           | 7 feb.        |
| 13 ott.     | 1-1         | FeralpiSalò-Vicenza        | 1-4           | 16 feb.       |
| 13 ott.     | 1-0         | Lumezzane-San Marino       | 1-0           | 9 feb.        |
| 13 ott.     | 0-1         | Pro Patria-Reggiana        | 1-0           | 9 feb.        |
| 13 ott.     | 1-0         | Pro Vercelli-Savona        | 1-1           | 9 feb.        |
| 13 ott.     | 1-1         | Unione Venezia-Südtirol    | 4-1           | 9 feb.        |
| 13 ott.     | 1-0         | Virtus Entella-AlbinoLeffe | 1-3           | 9 feb.        |

| andata (7ª) | andata (7ª) | Settima giornata         | ritorno (22ª) | ritorno (22ª) |
|             |             |                          |               |               |
| 20 ott.     | 0-1         | Carrarese-Unione Venezia | 2-1           | 23 feb.       |
| 20 ott.     | 0-0         | Como-Pro Vercelli        | 1-1           | 23 feb.       |
| 20 ott.     | 2-1         | Cremonese-Lumezzane      | 1-0           | 23 feb.       |
| 20 ott.     | 1-1         | Pavia-FeralpiSalò        | 2-4           | 23 feb.       |
| 21 ott.     | 2-3         | Reggiana-AlbinoLeffe     | 0-1           | 23 feb.       |
| 20 ott.     | 1-1         | San Marino-Savona        | 0-0           | 23 feb.       |
| 20 ott.     | 1-2         | Südtirol-Virtus Entella  | 0-2           | 23 feb.       |
| 20 ott.     | 1-1         | Vicenza-Pro Patria       | 1-1           | 23 feb.       |

| andata (8ª) | andata (8ª) | Ottava giornata           | ritorno (23ª) | ritorno (23ª) |
|             |             |                           |               |               |
| 27 ott.     | 0-1         | AlbinoLeffe-Vicenza       | 2-3           | 2 mar.        |
| 27 ott.     | 1-0         | FeralpiSalò-Como          | 0-1           | 2 mar.        |
| 27 ott.     | 3-0         | Lumezzane-Carrarese       | 0-0           | 2 mar.        |
| 27 ott.     | 1-0         | Pro Patria-Unione Venezia | 0-3           | 2 mar.        |
| 27 ott.     | 4-0         | Pro Vercelli-San Marino   | 0-0           | 2 mar.        |
| 27 ott.     | 2-1         | Savona-Reggiana           | 1-0           | 3 mar.        |
| 27 ott.     | 3-1         | Südtirol-Cremonese        | 1-1           | 2 mar.        |
| 27 ott.     | 2-1         | Virtus Entella-Pavia      | 2-0           | 2 mar.        |

| andata (7ª) | andata (7ª) | Settima giornata         | ritorno (22ª) | ritorno (22ª) |
|             |             |                          |               |               |
| 20 ott.     | 0-1         | Carrarese-Unione Venezia | 2-1           | 23 feb.       |
| 20 ott.     | 0-0         | Como-Pro Vercelli        | 1-1           | 23 feb.       |
| 20 ott.     | 2-1         | Cremonese-Lumezzane      | 1-0           | 23 feb.       |
| 20 ott.     | 1-1         | Pavia-FeralpiSalò        | 2-4           | 23 feb.       |
| 21 ott.     | 2-3         | Reggiana-AlbinoLeffe     | 0-1           | 23 feb.       |
| 20 ott.     | 1-1         | San Marino-Savona        | 0-0           | 23 feb.       |
| 20 ott.     | 1-2         | Südtirol-Virtus Entella  | 0-2           | 23 feb.       |
| 20 ott.     | 1-1         | Vicenza-Pro Patria       | 1-1           | 23 feb.       |

| andata (8ª) | andata (8ª) | Ottava giornata           | ritorno (23ª) | ritorno (23ª) |
|             |             |                           |               |               |
| 27 ott.     | 0-1         | AlbinoLeffe-Vicenza       | 2-3           | 2 mar.        |
| 27 ott.     | 1-0         | FeralpiSalò-Como          | 0-1           | 2 mar.        |
| 27 ott.     | 3-0         | Lumezzane-Carrarese       | 0-0           | 2 mar.        |
| 27 ott.     | 1-0         | Pro Patria-Unione Venezia | 0-3           | 2 mar.        |
| 27 ott.     | 4-0         | Pro Vercelli-San Marino   | 0-0           | 2 mar.        |
| 27 ott.     | 2-1         | Savona-Reggiana           | 1-0           | 3 mar.        |
| 27 ott.     | 3-1         | Südtirol-Cremonese        | 1-1           | 2 mar.        |
| 27 ott.     | 2-1         | Virtus Entella-Pavia      | 2-0           | 2 mar.        |

| andata (9ª) | andata (9ª) | Nona giornata              | ritorno (24ª) | ritorno (24ª) |
|             |             |                            |               |               |
| 3 nov.      | 1-4         | Carrarese-Savona           | 1-1           | 9 mar.        |
| 3 nov.      | 0-0         | Como-Pro Patria            | 1-1           | 9 mar.        |
| 3 nov.      | 0-1         | Cremonese-Pro Vercelli     | 0-1           | 9 mar.        |
| 3 nov.      | 2-2         | Pavia-Lumezzane            | 2-0           | 9 mar.        |
| 3 nov.      | 2-1         | Unione Venezia-Reggiana    | 0-1           | 9 mar.        |
| 3 nov.      | 1-0         | San Marino-AlbinoLeffe     | 0-0           | 9 mar.        |
| 3 nov.      | 2-2         | Virtus Entella-FeralpiSalò | 2-1           | 9 mar.        |
| 3 nov.      | 3-1         | Vicenza-Südtirol           | 0-1           | 9 mar.        |

| andata (10ª) | andata (10ª) | Decima giornata         | ritorno (25ª) | ritorno (25ª) |
|              |              |                         |               |               |
| 16 nov.      | 1-4          | AlbinoLeffe-Como        | 2-2           | 16 mar.       |
| 16 nov.      | 0-1          | Lumezzane-Vicenza       | 1-2           | 16 mar.       |
| 16 nov.      | 0-2          | Pro Patria-Carrarese    | 0-1           | 16 mar.       |
| 16 nov.      | 1-0          | Pro Vercelli-Pavia      | 0-0           | 16 mar.       |
| 16 nov.      | 0-2          | Reggiana-Virtus Entella | 0-1           | 14 mar.       |
| 16 nov.      | 0-1          | San Marino-Cremonese    | 0-2           | 16 mar.       |
| 16 nov.      | 2-1          | Savona-Unione Venezia   | 1-1           | 16 mar.       |
| 16 nov.      | 3-2          | Südtirol-FeralpiSalò    | 3-1           | 16 mar.       |

| andata (9ª) | andata (9ª) | Nona giornata              | ritorno (24ª) | ritorno (24ª) |
|             |             |                            |               |               |
| 3 nov.      | 1-4         | Carrarese-Savona           | 1-1           | 9 mar.        |
| 3 nov.      | 0-0         | Como-Pro Patria            | 1-1           | 9 mar.        |
| 3 nov.      | 0-1         | Cremonese-Pro Vercelli     | 0-1           | 9 mar.        |
| 3 nov.      | 2-2         | Pavia-Lumezzane            | 2-0           | 9 mar.        |
| 3 nov.      | 2-1         | Unione Venezia-Reggiana    | 0-1           | 9 mar.        |
| 3 nov.      | 1-0         | San Marino-AlbinoLeffe     | 0-0           | 9 mar.        |
| 3 nov.      | 2-2         | Virtus Entella-FeralpiSalò | 2-1           | 9 mar.        |
| 3 nov.      | 3-1         | Vicenza-Südtirol           | 0-1           | 9 mar.        |

| andata (10ª) | andata (10ª) | Decima giornata         | ritorno (25ª) | ritorno (25ª) |
|              |              |                         |               |               |
| 16 nov.      | 1-4          | AlbinoLeffe-Como        | 2-2           | 16 mar.       |
| 16 nov.      | 0-1          | Lumezzane-Vicenza       | 1-2           | 16 mar.       |
| 16 nov.      | 0-2          | Pro Patria-Carrarese    | 0-1           | 16 mar.       |
| 16 nov.      | 1-0          | Pro Vercelli-Pavia      | 0-0           | 16 mar.       |
| 16 nov.      | 0-2          | Reggiana-Virtus Entella | 0-1           | 14 mar.       |
| 16 nov.      | 0-1          | San Marino-Cremonese    | 0-2           | 16 mar.       |
| 16 nov.      | 2-1          | Savona-Unione Venezia   | 1-1           | 16 mar.       |
| 16 nov.      | 3-2          | Südtirol-FeralpiSalò    | 3-1           | 16 mar.       |

| andata (11ª) | andata (11ª) | Undicesima giornata         | ritorno (26ª) | ritorno (26ª) |
|              |              |                             |               |               |
| 24 nov.      | 2-1          | Carrarese-Südtirol          | 0-1           | 23 mar.       |
| 24 nov.      | 1-1          | Como-Reggiana               | 0-2           | 23 mar.       |
| 24 nov.      | 2-2          | FeralpiSalò-AlbinoLeffe     | 3-2           | 23 mar.       |
| 24 nov.      | 1-2          | Lumezzane-Pro Patria        | 0-0           | 23 mar.       |
| 24 nov.      | 1-1          | Pavia-Cremonese             | 0-1           | 23 mar.       |
| 24 nov.      | 1-1          | Unione Venezia-Pro Vercelli | 0-1           | 23 mar.       |
| 24 nov.      | 2-0          | Virtus Entella-San Marino   | 1-2           | 23 mar.       |
| 24 nov.      | 4-0          | Vicenza-Savona              | 0-1           | 23 mar.       |

| andata (12ª) | andata (12ª) | Dodicesima giornata       | ritorno (27ª) | ritorno (27ª) |
|              |              |                           |               |               |
| 2 dic.       | 1-0          | AlbinoLeffe-Pavia         | 3-0           | 6 apr.        |
| 1º dic.      | 2-0          | Como-Unione Venezia       | 2-2           | 6 apr.        |
| 1º dic.      | 2-2          | Cremonese-Carrarese       | 0-1           | 6 apr.        |
| 1º dic.      | 1-1          | Pro Patria-Virtus Entella | 0-0           | 6 apr.        |
| 1º dic.      | 1-1          | Pro Vercelli-Vicenza      | 1-1           | 6 apr.        |
| 1º dic.      | 2-2          | Reggiana-Lumezzane        | 1-0           | 6 apr.        |
| 1º dic.      | 0-3          | San Marino-FeralpiSalò    | 1-3           | 6 apr.        |
| 1º dic.      | 3-1          | Savona-Südtirol           | 0-1           | 6 apr.        |

| andata (11ª) | andata (11ª) | Undicesima giornata         | ritorno (26ª) | ritorno (26ª) |
|              |              |                             |               |               |
| 24 nov.      | 2-1          | Carrarese-Südtirol          | 0-1           | 23 mar.       |
| 24 nov.      | 1-1          | Como-Reggiana               | 0-2           | 23 mar.       |
| 24 nov.      | 2-2          | FeralpiSalò-AlbinoLeffe     | 3-2           | 23 mar.       |
| 24 nov.      | 1-2          | Lumezzane-Pro Patria        | 0-0           | 23 mar.       |
| 24 nov.      | 1-1          | Pavia-Cremonese             | 0-1           | 23 mar.       |
| 24 nov.      | 1-1          | Unione Venezia-Pro Vercelli | 0-1           | 23 mar.       |
| 24 nov.      | 2-0          | Virtus Entella-San Marino   | 1-2           | 23 mar.       |
| 24 nov.      | 4-0          | Vicenza-Savona              | 0-1           | 23 mar.       |

| andata (12ª) | andata (12ª) | Dodicesima giornata       | ritorno (27ª) | ritorno (27ª) |
|              |              |                           |               |               |
| 2 dic.       | 1-0          | AlbinoLeffe-Pavia         | 3-0           | 6 apr.        |
| 1º dic.      | 2-0          | Como-Unione Venezia       | 2-2           | 6 apr.        |
| 1º dic.      | 2-2          | Cremonese-Carrarese       | 0-1           | 6 apr.        |
| 1º dic.      | 1-1          | Pro Patria-Virtus Entella | 0-0           | 6 apr.        |
| 1º dic.      | 1-1          | Pro Vercelli-Vicenza      | 1-1           | 6 apr.        |
| 1º dic.      | 2-2          | Reggiana-Lumezzane        | 1-0           | 6 apr.        |
| 1º dic.      | 0-3          | San Marino-FeralpiSalò    | 1-3           | 6 apr.        |
| 1º dic.      | 3-1          | Savona-Südtirol           | 0-1           | 6 apr.        |

| andata (13ª) | andata (13ª) | Tredicesima giornata      | ritorno (28ª) | ritorno (28ª) |
|              |              |                           |               |               |
| 8 dic.       | 1-3          | Carrarese-AlbinoLeffe     | 1-0           | 13 apr.       |
| 8 dic.       | 1-1          | FeralpiSalò-Pro Patria    | 0-1           | 13 apr.       |
| 8 dic.       | 0-1          | Lumezzane-Como            | 0-3           | 13 apr.       |
| 8 dic.       | 0-1          | Pavia-Reggiana            | 2-2           | 13 apr.       |
| 8 dic.       | 0-0          | Südtirol-Pro Vercelli     | 0-2           | 13 apr.       |
| 8 dic.       | 2-1          | Unione Venezia-San Marino | 1-2           | 13 apr.       |
| 8 dic.       | 1-0          | Virtus Entella-Savona     | 2-2           | 13 apr.       |
| 6 dic.       | 0-0          | Vicenza-Cremonese         | 1-2           | 13 apr.       |

| andata (14ª) | andata (14ª) | Quattordicesima giornata    | ritorno (29ª) | ritorno (29ª) |
|              |              |                             |               |               |
| 15 dic.      | 2-0          | AlbinoLeffe-Lumezzane       | 0-0           | 27 apr.       |
| 15 dic.      | 1-1          | Como-Carrarese              | 0-3           | 27 apr.       |
| 15 dic.      | 1-3          | Cremonese-Unione Venezia    | 0-1           | 27 apr.       |
| 15 dic.      | 2-3          | Pro Patria-Pavia            | 3-1           | 27 apr.       |
| 15 dic.      | 0-0          | Pro Vercelli-Virtus Entella | 1-0           | 27 apr.       |
| 15 dic.      | 2-0          | Reggiana-Vicenza            | 2-3           | 27 apr.       |
| 15 dic.      | 0-3          | San Marino-Südtirol         | 1-2           | 27 apr.       |
| 15 dic.      | 1-1          | Savona-FeralpiSalò          | 2-4           | 27 apr.       |

| andata (13ª) | andata (13ª) | Tredicesima giornata      | ritorno (28ª) | ritorno (28ª) |
|              |              |                           |               |               |
| 8 dic.       | 1-3          | Carrarese-AlbinoLeffe     | 1-0           | 13 apr.       |
| 8 dic.       | 1-1          | FeralpiSalò-Pro Patria    | 0-1           | 13 apr.       |
| 8 dic.       | 0-1          | Lumezzane-Como            | 0-3           | 13 apr.       |
| 8 dic.       | 0-1          | Pavia-Reggiana            | 2-2           | 13 apr.       |
| 8 dic.       | 0-0          | Südtirol-Pro Vercelli     | 0-2           | 13 apr.       |
| 8 dic.       | 2-1          | Unione Venezia-San Marino | 1-2           | 13 apr.       |
| 8 dic.       | 1-0          | Virtus Entella-Savona     | 2-2           | 13 apr.       |
| 6 dic.       | 0-0          | Vicenza-Cremonese         | 1-2           | 13 apr.       |

| andata (14ª) | andata (14ª) | Quattordicesima giornata    | ritorno (29ª) | ritorno (29ª) |
|              |              |                             |               |               |
| 15 dic.      | 2-0          | AlbinoLeffe-Lumezzane       | 0-0           | 27 apr.       |
| 15 dic.      | 1-1          | Como-Carrarese              | 0-3           | 27 apr.       |
| 15 dic.      | 1-3          | Cremonese-Unione Venezia    | 0-1           | 27 apr.       |
| 15 dic.      | 2-3          | Pro Patria-Pavia            | 3-1           | 27 apr.       |
| 15 dic.      | 0-0          | Pro Vercelli-Virtus Entella | 1-0           | 27 apr.       |
| 15 dic.      | 2-0          | Reggiana-Vicenza            | 2-3           | 27 apr.       |
| 15 dic.      | 0-3          | San Marino-Südtirol         | 1-2           | 27 apr.       |
| 15 dic.      | 1-1          | Savona-FeralpiSalò          | 2-4           | 27 apr.       |

| \| andata (15ª) \| andata (15ª) \| Quindicesima giornata \| ritorno (30ª) \| ritorno (30ª) \| \| \| \| \| \| \| \| 22 dic. \| 3-3 \| Carrarese-Pro Vercelli \| 0-2 \| 4 mag. \| \| 22 dic. \| 2-0 \| FeralpiSalò-Reggiana \| 1-0 \| 4 mag. \| \| 21 dic. \| 2-1 \| Lumezzane-Savona \| 1-4 \| 4 mag. \| \| 22 dic. \| 1-1 \| Pavia-Como \| 1-0 \| 4 mag. \| \| 22 dic. \| 2-0 \| Südtirol-Pro Patria \| 2-1 \| 4 mag. \| \| 20 dic. \| 1-0 \| Unione Venezia-AlbinoLeffe \| 1-2 \| 4 mag. \| \| 22 dic. \| 0-0 \| Virtus Entella-Cremonese \| 2-1 \| 4 mag. \| \| 22 dic. \| 1-0 \| Vicenza-San Marino \| 2-2 \| 4 mag. \| |              |                            |               |               |
| andata (15ª) | andata (15ª) | Quindicesima giornata      | ritorno (30ª) | ritorno (30ª) |
| |              |                            |               |               |
| 22 dic. | 3-3          | Carrarese-Pro Vercelli     | 0-2           | 4 mag.        |
| 22 dic. | 2-0          | FeralpiSalò-Reggiana       | 1-0           | 4 mag.        |
| 21 dic. | 2-1          | Lumezzane-Savona           | 1-4           | 4 mag.        |
| 22 dic. | 1-1          | Pavia-Como                 | 1-0           | 4 mag.        |
| 22 dic. | 2-0          | Südtirol-Pro Patria        | 2-1           | 4 mag.        |
| 20 dic. | 1-0          | Unione Venezia-AlbinoLeffe | 1-2           | 4 mag.        |
| 22 dic. | 0-0          | Virtus Entella-Cremonese   | 2-1           | 4 mag.        |
| 22 dic. | 1-0          | Vicenza-San Marino         | 2-2           | 4 mag.        |

| andata (15ª) | andata (15ª) | Quindicesima giornata      | ritorno (30ª) | ritorno (30ª) |
|              |              |                            |               |               |
| 22 dic.      | 3-3          | Carrarese-Pro Vercelli     | 0-2           | 4 mag.        |
| 22 dic.      | 2-0          | FeralpiSalò-Reggiana       | 1-0           | 4 mag.        |
| 21 dic.      | 2-1          | Lumezzane-Savona           | 1-4           | 4 mag.        |
| 22 dic.      | 1-1          | Pavia-Como                 | 1-0           | 4 mag.        |
| 22 dic.      | 2-0          | Südtirol-Pro Patria        | 2-1           | 4 mag.        |
| 20 dic.      | 1-0          | Unione Venezia-AlbinoLeffe | 1-2           | 4 mag.        |
| 22 dic.      | 0-0          | Virtus Entella-Cremonese   | 2-1           | 4 mag.        |
| 22 dic.      | 1-0          | Vicenza-San Marino         | 2-2           | 4 mag.        |

### Spareggi

#### Play-off

##### Turno preliminare
|              | Risultati     |             | Luogo e data             |
| ------------ | ------------- | ----------- | ------------------------ |
| Pro Vercelli | 3-0           | Feralpisalò | Vercelli, 11 maggio 2014 |
| Vicenza      | 1-1 (2-3 dcr) | Savona      | Vicenza, 11 maggio 2014  |
| Cremonese    | 2-2 (6-5 dcr) | AlbinoLeffe | Cremona, 11 maggio 2014  |
| Südtirol     | 0-0 (4-3 dcr) | Como        | Bolzano, 11 maggio 2014  |
|              |               |             |                          |

##### Tabellone (dalle semifinali)
Le semifinali sono state disputate il 18 e il 25 maggio, mentre le finali il 1º e il 7 giugno.
|  | Semifinali | Semifinali   | Semifinali | Semifinali | Semifinali |  |  | Finale | Finale       | Finale | Finale | Finale |  |
|  |            |              |            |            |            |  |  |        |              |        |        |        |  |
|  | 6ª         | Savona       | 1          | 1          | 2          |  |  |        |              |        |        |        |  |
|  | 2ª         | Pro Vercelli | 2          | 2          | 4          |  |  | 3ª     | Südtirol     | 0      | 1      | 1      |  |
|  | 4ª         | Cremonese    | 1          | 1          | 2          |  |  | 2ª     | Pro Vercelli | 1      | 1      | 2      |  |
|  | 3ª         | Südtirol     | 1          | 2          | 3          |  |  |        |              |        |        |        |  |

##### Semifinali
|              | Risultati |              | Luogo e data             |
| ------------ | --------- | ------------ | ------------------------ |
| Savona       | 1-2       | Pro Vercelli | Savona, 18 maggio 2014   |
| Pro Vercelli | 2-1       | Savona       | Vercelli, 25 maggio 2014 |
|              |           |              |                          |
| Cremonese    | 1-1       | Südtirol     | Cremona, 18 maggio 2014  |
| Südtirol     | 2-1       | Cremonese    | Bolzano, 25 maggio 2014  |
|              |           |              |                          |

##### Finali
|              | Risultati |              | Luogo e data            |
| ------------ | --------- | ------------ | ----------------------- |
| Südtirol     | 0-1       | Pro Vercelli | Bolzano, 1º giugno 2014 |
| Pro Vercelli | 1-1       | Südtirol     | Vercelli, 7 giugno 2014 |
|              |           |              |                         |

### Statistiche

#### Squadre

##### Primati stagionali
Squadre
- Maggior numero di vittorie: Virtus Entella (16)
- Minor numero di vittorie: Pavia (4)
- Maggior numero di pareggi: Pro Vercelli (15)
- Minor numero di pareggi: Reggiana e Venezia (5)
- Maggior numero di sconfitte: Reggiana e San Marino (16)
- Minor numero di sconfitte: Pro Vercelli (1)
- Miglior attacco: Sudtirol (45 gol fatti)
- Peggior attacco: San Marino (22 gol fatti)
- Miglior difesa: Pro Vercelli (16 gol subiti)
- Peggior difesa: San Marino (47 gol subiti)
- Miglior differenza reti: Virtus Entella (+18)
- Peggior differenza reti: San Marino (-25)
- Miglior serie positiva: Pro Vercelli e Virtus Entella (18)

Partite
- Partita con più reti (9): Virtus Entella-Lumezzane 4-5
- Partita con maggiore scarto di gol (5): San Marino-Carrarese 0-5 (1ª giornata)
- Giornata con maggior numero di gol: 26 (19ª giornata)

#### Individuali

##### Classifica marcatori
Fonte:
| Gol | Rigori |  | Giocatore            | Squadra        |
| --- | ------ |  | -------------------- | -------------- |
| 18  | 6      |  | Francesco Virdis     | Savona         |
| 16  | 3      |  | Riccardo Bocalon     | Unione Venezia |
| 15  | 1      |  | Ettore Marchi        | Pro Vercelli   |
| 14  |        |  | Andrea Brighenti     | Cremonese      |
| 13  |        |  | Luca Miracoli        | Feralpisalò    |
| 13  | 3      |  | Ernesto Torregrossa  | Lumezzane      |
| 13  | 5      |  | Giuseppe Le Noci     | Como           |
| 12  | 3      |  | Massimiliano Pesenti | Albinoleffe    |
| 11  | 2      |  | Alessandro Cesarini  | Savona         |
| 11  |        |  | Simone Corazza       | Sudtirol       |

## Girone B
Il derby Salernitana-Nocerina dell'11ª giornata nel girone B venne sospeso al 21', come da regolamento, dato che la squadra ospite era rimasta in campo con soli sei giocatori, numero insufficiente. La trasferta era stata vietata ai tifosi della Nocerina per motivi di ordine pubblico, ma alcuni ultras avevano manifestato da giorni, tramite striscioni esposti a Nocera Inferiore, l'intenzione di recarsi comunque a Salerno, e successivamente alcuni di loro si erano presentati in ritiro, invitando la squadra a non giocare l'incontro per solidarietà nei loro confronti. Di fronte alla minaccia, la Nocerina aveva raggiunto lo stadio Arechi dichiarando inizialmente di non volere scendere in campo, intenzione ritirata in seguito all'intervento del questore. Iniziata la gara, la formazione rossonera effettuò le tre sostituzioni di cui disponeva nei primi secondi della partita, e cinque calciatori, uno dopo l'altro, abbandonarono il terreno di gioco, ufficialmente per infortunio, da cui la sospensione da parte dell'arbitro per mancanza del numero minimo di giocatori necessari per ciascuna squadra.
Il 27 gennaio 2014, la Nocerina venne esclusa dal girone B della Prima Divisione per illecito sportivo ed assegnata ad altra serie inferiore dal Consiglio federale. Per la prima volta, l'esclusione dal campionato venne decisa per "responsabilità oggettiva" del club molosso per la condotta dei suoi dirigenti. La Commissione Disciplinare della FIGC condannò a 3 anni e 6 mesi di inibizione il presidente della Nocerina Luigi Benevento, il direttore generale Luigi Pavarese e il medico della società Giovanni Rosati. Invece furono condannati a 3 anni e 6 mesi di squalifica l'allenatore Gaetano Fontana e l'allenatore in seconda Salvatore Fusco. I calciatori Domenico Danti, Edmunde Etse Hottor, Iuzvisen Petar Kostadinovic, Franco Lepore e Lorenzo Remedi furono condannati ad 1 anno di squalifica, invece, vennero prosciolti Davide Evacuo, Luca Ficarrotta, Davide Polichetti, Carlo Cremaschi, Celso Daniel Jara Martinez e Giancarlo Malcore.
La condanna venne confermata anche in appello nella sentenza emessa dalla Corte di Giustizia Federale, il 13 febbraio 2014.
Il 25 giugno 2014, la squalifica viene ridotta ad otto mesi per i calciatori molossi: Remedi, Kostadinovic e Danti.

### Squadre partecipanti
| Club        | Stagione | Città                 | Stadio                                    | Stagione precedente                                                |
| ----------- | -------- | --------------------- | ----------------------------------------- | ------------------------------------------------------------------ |
| Ascoli      | dettagli | Ascoli Piceno         | Stadio Cino e Lillo Del Duca              | 20º posto in Serie B, retrocesso                                   |
| Barletta    | dettagli | Barletta              | Stadio Cosimo Puttilli                    | 14º posto in Lega Pro Prima Divisione/B                            |
| Benevento   | dettagli | Benevento             | Stadio Ciro Vigorito                      | 6º posto in Lega Pro Prima Divisione/B                             |
| Catanzaro   | dettagli | Catanzaro             | Stadio Nicola Ceravolo                    | 10º posto in Lega Pro Prima Divisione/B                            |
| Frosinone   | dettagli | Frosinone             | Stadio Comunale "Matusa"                  | 7º posto in Lega Pro Prima Divisione/B                             |
| Grosseto    | dettagli | Grosseto              | Stadio Carlo Zecchini                     | 22º posto in Serie B, retrocesso                                   |
| Gubbio      | dettagli | Gubbio (PG)           | Stadio Pietro Barbetti                    | 8º posto in Lega Pro Prima Divisione/B                             |
| L'Aquila    | dettagli | L'Aquila              | Stadio Tommaso Fattori                    | 5º posto in Lega Pro Seconda Divisione/B, promosso dopo i play-off |
| Lecce       | dettagli | Lecce                 | Stadio Via del Mare                       | 2º posto in Lega Pro Prima Divisione/A                             |
| Nocerina    | dettagli | Nocera Inferiore (SA) | Stadio San Francesco d'Assisi             | 4º posto in Lega Pro Prima Divisione/B                             |
| Paganese    | dettagli | Pagani (SA)           | Stadio Marcello Torre                     | 9º posto in Lega Pro Prima Divisione/B                             |
| Perugia     | dettagli | Perugia               | Stadio Renato Curi                        | 2º posto in Lega Pro Prima Divisione/B                             |
| Pisa        | dettagli | Pisa                  | Stadio Arena Garibaldi - Romeo Anconetani | 5º posto in Lega Pro Prima Divisione/B                             |
| Pontedera   | dettagli | Pontedera (PI)        | Stadio Ettore Mannucci                    | 2º posto in Lega Pro Seconda Divisione/B, promosso                 |
| Prato       | dettagli | Prato                 | Stadio Lungobisenzio                      | 12º posto in Lega Pro Prima Divisione/B                            |
| Salernitana | dettagli | Salerno               | Stadio Arechi                             | 1º posto in Lega Pro Seconda Divisione/B, promossa                 |
| Viareggio   | dettagli | Viareggio (LU)        | Stadio Torquato Bresciani                 | 11º posto in Lega Pro Prima Divisione/B                            |

### Allenatori
| Squadra   | Allenatore                                                                                             | Squadra     | Allenatore                                                                               |
| --------- | --- | ----------- | ---------------------------------------------------------------------------------------- |
| Ascoli    | Rosario Pergolizzi (1ª-8ª) Bruno Giordano (9ª-24ª) Flavio Destro (25ª-34ª)                             | Nocerina    | Gaetano Fontana                                                                          |
| Barletta  | Nevio Orlandi (1ª-30ª) Marco Carrara (31ª-34ª)                                                         | Paganese    | Agenore Maurizi (1ª-17ª) Vittorio Belotti e Luca Fusco (18ª-34ª)                         |
| Benevento | Guido Carboni (1ª-20ª) Fabio Brini (21ª-34ª e play-off)                                                | Perugia     | Andrea Camplone                                                                          |
| Catanzaro | Oscar Brevi                                                                                            | Pisa        | Dino Pagliari (1ª-17ª) Francesco Cozza (18ª-29ª) Leonardo Menichini (30ª-34ª e play-off) |
| Frosinone | Roberto Stellone                                                                                       | Pontedera   | Paolo Indiani                                                                            |
| Grosseto  | Francesco Statuto (1ª) Stefano Cuoghi (2ª-11ª) Antonello Cuccureddu (12ª-21ª) Leonardo Acori (22ª-34ª) | Prato       | Vincenzo Esposito                                                                        |
| Gubbio    | Cristian Bucchi (1ª-19ª) Giorgio Roselli (20ª-34ª)                                                     | Salernitana | Stefano Sanderra (1ª-8ª) Carlo Perrone (9ª-21ª) Angelo Gregucci (22ª-34ª e play-off)     |
| L'Aquila  | Giovanni Pagliari                                                                                      | Viareggio   | Roberto Miggiano (1ª-9ª) Cristiano Lucarelli (10ª-34ª)                                   |
| Lecce     | Francesco Moriero (1ª-4ª) Franco Lerda (5ª-34ª e play-off)                                             |             |                                                                                          |

### Classifica finale
|  | Pos. | Squadra       | Pt | G  | V  | N  | P  | GF | GS | DR  |
|  | ---- | ------------- | -- | -- | -- | -- | -- | -- | -- | --- |
|  | 1.   | Perugia       | 66 | 32 | 19 | 9  | 4  | 52 | 28 | +24 |
|  | 2.   | Frosinone     | 62 | 32 | 18 | 8  | 6  | 53 | 26 | +27 |
|  | 3.   | Lecce         | 61 | 32 | 19 | 4  | 9  | 51 | 30 | +21 |
|  | 4.   | Catanzaro     | 55 | 32 | 13 | 16 | 3  | 34 | 17 | +17 |
|  | 5.   | L'Aquila      | 53 | 32 | 15 | 8  | 9  | 43 | 28 | +15 |
|  | 6.   | Pisa          | 52 | 32 | 14 | 10 | 8  | 41 | 27 | +14 |
|  | 7.   | Benevento     | 51 | 32 | 13 | 12 | 7  | 58 | 36 | +22 |
|  | 8.   | Pontedera     | 49 | 32 | 13 | 10 | 9  | 53 | 46 | +7  |
|  | 9.   | Salernitana   | 46 | 32 | 12 | 10 | 10 | 44 | 33 | +11 |
|  | 10.  | Prato         | 43 | 32 | 10 | 13 | 9  | 38 | 40 | -2  |
|  | 11.  | Grosseto      | 42 | 32 | 11 | 9  | 12 | 34 | 36 | -2  |
|  | 12.  | Gubbio        | 40 | 32 | 10 | 10 | 12 | 36 | 44 | -8  |
|  | 13.  | Viareggio     | 28 | 32 | 6  | 10 | 16 | 28 | 47 | -19 |
|  | 14.  | Barletta      | 25 | 32 | 5  | 10 | 17 | 22 | 51 | -29 |
|  | 15.  | Ascoli (-7)   | 24 | 32 | 8  | 7  | 17 | 32 | 45 | -13 |
|  | 16.  | Paganese      | 20 | 32 | 5  | 5  | 22 | 26 | 53 | -27 |
|  | 17.  | Nocerina (-2) | 12 | 32 | 3  | 5  | 24 | 18 | 76 | -58 |

Legenda:
      Promossa in Serie B 2014-2015.
 Qualificate ai play-off.
      Escluso dal campionato. Escluso dal campionato
Regolamento:
Tre punti a vittoria, uno a pareggio, zero a sconfitta.
In caso di arrivo di due o più squadre a pari punti, la graduatoria verrà stilata secondo la classifica avulsa tra le squadre interessate che prevede, in ordine, i seguenti criteri :
- Punti negli scontri diretti
- Differenza reti negli scontri diretti
- Differenza reti generale
- Reti realizzate in generale
- Sorteggio

Note:
L'Ascoli ha poi scontato 7 punti di penalizzazione.
La Nocerina ha poi scontato 2 punti di penalizzazione.
La Nocerina è stata esclusa dal campionato alla 22ª giornata e retrocessa a tavolino in Eccellenza Campania 2014-2015. Per le partite ancora da disputare la federazione ha deciso di assegnare lo 0-3 a tavolino.

### Risultati

#### Tabellone
|             | Asc  | Bar  | Ben  | Cat  | Fro  | Gro  | Gub  | LAq  | Lec  | Noc  | Pag  | Per  | Pis  | Pon  | Pra  | Sal  | Via  |
| ----------- | ---- | ---- | ---- | ---- | ---- | ---- | ---- | ---- | ---- | ---- | ---- | ---- | ---- | ---- | ---- | ---- | ---- |
| Ascoli      | –––– | 0-0  | 0-3  | 0-1  | 0-1  | 0-1  | 0-0  | 1-3  | 2-5  | 3-0  | 3-2  | 0-1  | 2-1  | 2-0  | 1-1  | 1-1  | 2-0  |
| Barletta    | 1-0  | –––– | 1-6  | 0-3  | 2-1  | 1-1  | 0-2  | 2-2  | 1-2  | 0-0  | 3-2  | 0-0  | 0-1  | 2-2  | 0-2  | 0-2  | 0-2  |
| Benevento   | 2-0  | 4-2  | –––– | 0-0  | 1-1  | 3-2  | 3-0  | 0-1  | 4-1  | 1-0  | 2-1  | 1-1  | 1-1  | 3-0  | 3-0  | 1-2  | 3-2  |
| Catanzaro   | 1-1  | 1-1  | 1-0  | –––– | 1-0  | 1-0  | 1-1  | 0-2  | 0-0  | 3-0  | 3-0  | 1-0  | 0-0  | 1-0  | 0-0  | 2-2  | 1-1  |
| Frosinone   | 2-1  | 1-0  | 0-0  | 3-0  | –––– | 3-0  | 2-0  | 3-0  | 3-1  | 3-0  | 2-1  | 1-1  | 1-0  | 5-0  | 2-0  | 2-2  | 2-1  |
| Grosseto    | 0-1  | 0-0  | 1-1  | 0-1  | 1-1  | –––– | 1-2  | 1-0  | 0-1  | 2-1  | 1-1  | 2-0  | 3-1  | 2-2  | 1-3  | 2-1  | 2-1  |
| Gubbio      | 1-0  | 0-1  | 2-2  | 1-1  | 2-3  | 0-1  | –––– | 0-4  | 1-2  | 3-0  | 2-0  | 0-5  | 1-0  | 2-2  | 1-0  | 1-1  | 2-0  |
| L'Aquila    | 2-1  | 2-0  | 2-2  | 0-0  | 0-1  | 1-0  | 1-2  | –––– | 0-1  | 3-0  | 2-0  | 0-0  | 0-1  | 0-2  | 0-0  | 1-1  | 4-1  |
| Lecce       | 2-1  | 0-0  | 2-0  | 1-2  | 2-0  | 1-0  | 1-1  | 1-2  | –––– | 3-0  | 2-0  | 3-4  | 2-0  | 3-0  | 2-0  | 2-1  | 3-0  |
| Nocerina    | 2-2  | 0-3  | 0-3  | 0-4  | 1-3  | 1-1  | 1-2  | 1-0  | 0-3  | –––– | 0-3  | 2-2  | 0-2  | 0-3  | 0-3  | 0-3  | 1-0  |
| Paganese    | 0-1  | 2-0  | 1-1  | 1-3  | 1-2  | 0-2  | 2-2  | 0-1  | 0-1  | 1-2  | –––– | 1-4  | 0-1  | 1-2  | 0-1  | 1-0  | 0-3  |
| Perugia     | 3-2  | 3-0  | 0-0  | 2-1  | 1-0  | 3-2  | 2-1  | 2-1  | 2-0  | 2-1  | 2-1  | –––– | 0-1  | 1-0  | 0-0  | 1-0  | 2-1  |
| Pisa        | 2-1  | 2-0  | 2-2  | 0-0  | 1-1  | 0-0  | 1-0  | 2-2  | 1-0  | 5-2  | 3-0  | 2-1  | –––– | 1-2  | 5-0  | 0-0  | 0-1  |
| Pontedera   | 5-0  | 3-1  | 3-1  | 0-0  | 2-1  | 5-2  | 3-1  | 2-3  | 0-0  | 2-1  | 1-1  | 0-1  | 2-2  | –––– | 2-2  | 2-0  | 2-2  |
| Prato       | 0-3  | 0-0  | 3-3  | 0-0  | 3-3  | 0-2  | 0-0  | 0-0  | 1-3  | 4-1  | 0-1  | 2-2  | 1-1  | 4-2  | –––– | 3-2  | 1-0  |
| Salernitana | 2-1  | 3-0  | 2-1  | 0-0  | 1-0  | 0-1  | 2-1  | 0-1  | 2-1  | 3-0  | 1-1  | 2-2  | 1-0  | 1-2  | 0-2  | –––– | 1-1  |
| Viareggio   | 0-0  | 2-1  | 2-1  | 1-1  | 0-0  | 0-0  | 2-2  | 1-3  | 2-0  | 1-1  | 0-1  | 0-2  | 1-2  | 0-0  | 0-2  | 0-5  | –––– |

#### Calendario
| andata (1ª) | andata (1ª)    | Prima giornata      | ritorno (18ª) | ritorno (18ª) |
|             |                |                     |               |               |
| 1º set.     | 0-1            | Barletta-Pisa       | 0-2           | 5 gen.        |
| 1º set.     | 2-1            | Benevento-Paganese  | 1-1           | 5 gen.        |
| 1º set.     | 1-1            | Catanzaro-Viareggio | 1-1           | 5 gen.        |
| 1º set.     | 2-1            | Frosinone-Ascoli    | 1-0           | 5 gen.        |
| 1º set.     | 0-0            | L'Aquila-Prato      | 0-0           | 5 gen.        |
| 30 ago.     | 2-2            | Nocerina-Perugia    | 1-2           | 5 gen.        |
| 1º set.     | 5-2            | Pontedera-Grosseto  | 2-2           | 5 gen.        |
| 1º set.     | 2-1            | Salernitana-Lecce   | 1-2           | 4 gen.        |
|             | Riposa: Gubbio |                     |               |               |

| andata (2ª) | andata (2ª)         | Seconda giornata   | ritorno (19ª) | ritorno (19ª) |
|             |                     |                    |               |               |
| 8 set.      | 0-0                 | Ascoli-Barletta    | 0-1           | 12 gen.       |
| 8 set.      | 1-1                 | Grosseto-Benevento | 2-3           | 12 gen.       |
| 8 set.      | 1-2                 | Lecce-L'Aquila     | 1-0           | 12 gen.       |
| 8 set.      | 1-2                 | Paganese-Pontedera | 1-1           | 12 gen.       |
| 8 set.      | 2-1                 | Perugia-Gubbio     | 5-0           | 12 gen.       |
| 7 set.      | 1-1                 | Pisa-Frosinone     | 0-1           | 11 gen.       |
| 8 set.      | 0-0                 | Prato-Catanzaro    | 0-0           | 12 gen.       |
| 8 set.      | 1-1                 | Viareggio-Nocerina | 0-1           | 12 gen.       |
|             | Riposa: Salernitana |                    |               |               |

| andata (1ª) | andata (1ª)    | Prima giornata      | ritorno (18ª) | ritorno (18ª) |
|             |                |                     |               |               |
| 1º set.     | 0-1            | Barletta-Pisa       | 0-2           | 5 gen.        |
| 1º set.     | 2-1            | Benevento-Paganese  | 1-1           | 5 gen.        |
| 1º set.     | 1-1            | Catanzaro-Viareggio | 1-1           | 5 gen.        |
| 1º set.     | 2-1            | Frosinone-Ascoli    | 1-0           | 5 gen.        |
| 1º set.     | 0-0            | L'Aquila-Prato      | 0-0           | 5 gen.        |
| 30 ago.     | 2-2            | Nocerina-Perugia    | 1-2           | 5 gen.        |
| 1º set.     | 5-2            | Pontedera-Grosseto  | 2-2           | 5 gen.        |
| 1º set.     | 2-1            | Salernitana-Lecce   | 1-2           | 4 gen.        |
|             | Riposa: Gubbio |                     |               |               |

| andata (2ª) | andata (2ª)         | Seconda giornata   | ritorno (19ª) | ritorno (19ª) |
|             |                     |                    |               |               |
| 8 set.      | 0-0                 | Ascoli-Barletta    | 0-1           | 12 gen.       |
| 8 set.      | 1-1                 | Grosseto-Benevento | 2-3           | 12 gen.       |
| 8 set.      | 1-2                 | Lecce-L'Aquila     | 1-0           | 12 gen.       |
| 8 set.      | 1-2                 | Paganese-Pontedera | 1-1           | 12 gen.       |
| 8 set.      | 2-1                 | Perugia-Gubbio     | 5-0           | 12 gen.       |
| 7 set.      | 1-1                 | Pisa-Frosinone     | 0-1           | 11 gen.       |
| 8 set.      | 0-0                 | Prato-Catanzaro    | 0-0           | 12 gen.       |
| 8 set.      | 1-1                 | Viareggio-Nocerina | 0-1           | 12 gen.       |
|             | Riposa: Salernitana |                    |               |               |

| andata (3ª) | andata (3ª)     | Terza giornata      | ritorno (20ª) | ritorno (20ª) |
|             |                 |                     |               |               |
| 15 set.     | 0-2             | Barletta-Prato      | 0-0           | 19 gen.       |
| 15 set.     | 4-1             | Benevento-Lecce     | 0-2           | 19 gen.       |
| 15 set.     | 1-0             | Catanzaro-Frosinone | 0-3           | 19 gen.       |
| 15 set.     | 1-1             | Gubbio-Salernitana  | 1-2           | 19 gen.       |
| 15 set.     | 0-1             | L'Aquila-Pisa       | 2-2           | 19 gen.       |
| 15 set.     | 1-1             | Nocerina-Grosseto   | 1-2           | 19 gen.       |
| 15 set.     | 0-1             | Paganese-Ascoli     | 2-3           | 19 gen.       |
| 15 set.     | 2-2             | Pontedera-Viareggio | 0-0           | 30 gen.       |
|             | Riposa: Perugia |                     |               |               |

| andata (4ª) | andata (4ª)       | Quarta giornata       | ritorno (21ª) | ritorno (21ª) |
|             |                   |                       |               |               |
| 22 set.     | 1-3               | Ascoli-L'Aquila       | 1-2           | 26 gen.       |
| 22 set.     | 1-0               | Frosinone-Barletta    | 1-2           | 26 gen.       |
| 22 set.     | 2-0               | Grosseto-Perugia      | 2-3           | 25 gen.       |
| 22 set.     | 1-2               | Lecce-Catanzaro       | 0-0           | 26 gen.       |
| 22 set.     | 5-2               | Pisa-Nocerina         | 2-0           | 26 gen.       |
| 22 set.     | 0-0               | Prato-Gubbio          | 0-1           | 26 gen.       |
| 22 set.     | 1-2               | Salernitana-Pontedera | 0-2           | 26 gen.       |
| 22 set.     | 0-1               | Viareggio-Paganese    | 3-0           | 26 gen.       |
| 22 set.     | Riposa: Benevento |                       |               |               |

| andata (3ª) | andata (3ª)     | Terza giornata      | ritorno (20ª) | ritorno (20ª) |
|             |                 |                     |               |               |
| 15 set.     | 0-2             | Barletta-Prato      | 0-0           | 19 gen.       |
| 15 set.     | 4-1             | Benevento-Lecce     | 0-2           | 19 gen.       |
| 15 set.     | 1-0             | Catanzaro-Frosinone | 0-3           | 19 gen.       |
| 15 set.     | 1-1             | Gubbio-Salernitana  | 1-2           | 19 gen.       |
| 15 set.     | 0-1             | L'Aquila-Pisa       | 2-2           | 19 gen.       |
| 15 set.     | 1-1             | Nocerina-Grosseto   | 1-2           | 19 gen.       |
| 15 set.     | 0-1             | Paganese-Ascoli     | 2-3           | 19 gen.       |
| 15 set.     | 2-2             | Pontedera-Viareggio | 0-0           | 30 gen.       |
|             | Riposa: Perugia |                     |               |               |

| andata (4ª) | andata (4ª)       | Quarta giornata       | ritorno (21ª) | ritorno (21ª) |
|             |                   |                       |               |               |
| 22 set.     | 1-3               | Ascoli-L'Aquila       | 1-2           | 26 gen.       |
| 22 set.     | 1-0               | Frosinone-Barletta    | 1-2           | 26 gen.       |
| 22 set.     | 2-0               | Grosseto-Perugia      | 2-3           | 25 gen.       |
| 22 set.     | 1-2               | Lecce-Catanzaro       | 0-0           | 26 gen.       |
| 22 set.     | 5-2               | Pisa-Nocerina         | 2-0           | 26 gen.       |
| 22 set.     | 0-0               | Prato-Gubbio          | 0-1           | 26 gen.       |
| 22 set.     | 1-2               | Salernitana-Pontedera | 0-2           | 26 gen.       |
| 22 set.     | 0-1               | Viareggio-Paganese    | 3-0           | 26 gen.       |
| 22 set.     | Riposa: Benevento |                       |               |               |

| andata (5ª) | andata (5ª)    | Quinta giornata      | ritorno (22ª) | ritorno (22ª) |
|             |                |                      |               |               |
| 29 set.     | 0-2            | Barletta-Salernitana | 0-3           | 2 feb.        |
| 29 set.     | 0-0            | Catanzaro-Pisa       | 0-0           | 2 feb.        |
| 16 ott.     | 0-1            | Gubbio-Grosseto      | 2-1           | 2 feb.        |
| 29 set.     | 4-1            | L'Aquila-Viareggio   | 3-1           | 2 feb.        |
| 27 set.     | 1-3            | Nocerina-Frosinone   | 0-3           | 2 feb.        |
| 29 set.     | 0-1            | Paganese-Prato       | 1-0           | 2 feb.        |
| 29 set.     | 2-0            | Perugia-Lecce        | 4-3           | 2 feb.        |
| 29 set.     | 3-1            | Pontedera-Benevento  | 0-3           | 2 feb.        |
| 29 set.     | Riposa: Ascoli |                      |               | 2 feb.        |

| andata (6ª) | andata (6ª)       | Sesta giornata       | ritorno (23ª) | ritorno (23ª) |
|             |                   |                      |               |               |
| 6 ott.      | 1-0               | Benevento-Nocerina   | 3-0           | 9 feb.        |
| 6 ott.      | 2-1               | Frosinone-Paganese   | 2-1           | 9 feb.        |
| 6 ott.      | 0-1               | Grosseto-Ascoli      | 1-0           | 9 feb.        |
| 6 ott.      | 0-0               | Lecce-Barletta       | 2-1           | 9 feb.        |
| 6 ott.      | 1-2               | Pisa-Pontedera       | 2-2           | 9 feb.        |
| 6 ott.      | 2-2               | Prato-Perugia        | 0-0           | 9 feb.        |
| 6 ott.      | 0-1               | Salernitana-L'Aquila | 1-1           | 8 feb.        |
| 6 ott.      | 2-2               | Viareggio-Gubbio     | 0-2           | 9 feb.        |
| 6 ott.      | Riposa: Catanzaro |                      |               |               |

| andata (5ª) | andata (5ª)    | Quinta giornata      | ritorno (22ª) | ritorno (22ª) |
|             |                |                      |               |               |
| 29 set.     | 0-2            | Barletta-Salernitana | 0-3           | 2 feb.        |
| 29 set.     | 0-0            | Catanzaro-Pisa       | 0-0           | 2 feb.        |
| 16 ott.     | 0-1            | Gubbio-Grosseto      | 2-1           | 2 feb.        |
| 29 set.     | 4-1            | L'Aquila-Viareggio   | 3-1           | 2 feb.        |
| 27 set.     | 1-3            | Nocerina-Frosinone   | 0-3           | 2 feb.        |
| 29 set.     | 0-1            | Paganese-Prato       | 1-0           | 2 feb.        |
| 29 set.     | 2-0            | Perugia-Lecce        | 4-3           | 2 feb.        |
| 29 set.     | 3-1            | Pontedera-Benevento  | 0-3           | 2 feb.        |
| 29 set.     | Riposa: Ascoli |                      |               | 2 feb.        |

| andata (6ª) | andata (6ª)       | Sesta giornata       | ritorno (23ª) | ritorno (23ª) |
|             |                   |                      |               |               |
| 6 ott.      | 1-0               | Benevento-Nocerina   | 3-0           | 9 feb.        |
| 6 ott.      | 2-1               | Frosinone-Paganese   | 2-1           | 9 feb.        |
| 6 ott.      | 0-1               | Grosseto-Ascoli      | 1-0           | 9 feb.        |
| 6 ott.      | 0-0               | Lecce-Barletta       | 2-1           | 9 feb.        |
| 6 ott.      | 1-2               | Pisa-Pontedera       | 2-2           | 9 feb.        |
| 6 ott.      | 2-2               | Prato-Perugia        | 0-0           | 9 feb.        |
| 6 ott.      | 0-1               | Salernitana-L'Aquila | 1-1           | 8 feb.        |
| 6 ott.      | 2-2               | Viareggio-Gubbio     | 0-2           | 9 feb.        |
| 6 ott.      | Riposa: Catanzaro |                      |               |               |

| andata (7ª) | andata (7ª)      | Settima giornata    | ritorno (24ª) | ritorno (24ª) |
|             |                  |                     |               |               |
| 13 ott.     | 1-1              | Ascoli-Salernitana  | 1-2           | 16 feb.       |
| 13 ott.     | 2-2              | Gubbio-Benevento    | 0-3           | 16 feb.       |
| 13 ott.     | 1-0              | L'Aquila-Grosseto   | 0-1           | 16 feb.       |
| 13 ott.     | 0-4              | Nocerina-Catanzaro  | 0-3           | 16 feb.       |
| 13 ott.     | 0-1              | Paganese-Lecce      | 0-2           | 16 feb.       |
| 13 ott.     | 0-1              | Perugia-Pisa        | 1-2           | 16 feb.       |
| 13 ott.     | 2-2              | Pontedera-Prato     | 2-4           | 16 feb.       |
| 13 ott.     | 0-0              | Viareggio-Frosinone | 1-2           | 16 feb.       |
|             | Riposa: Barletta |                     |               | 16 feb.       |

| andata (8ª) | andata (8ª)      | Ottava giornata       | ritorno (25ª) | ritorno (25ª) |
|             |                  |                       |               |               |
| 20 ott.     | 2-2              | Barletta-L'Aquila     | 0-2           | 23 feb.       |
| 20 ott.     | 1-1              | Benevento-Perugia     | 0-0           | 21 feb.       |
| 18 ott.     | 1-1              | Catanzaro-Ascoli      | 1-0           | 23 feb.       |
| 20 ott.     | 5-0              | Frosinone-Pontedera   | 1-2           | 23 feb.       |
| 20 ott.     | 1-1              | Lecce-Gubbio          | 2-1           | 23 feb.       |
| 20 ott.     | 3-0              | Pisa-Paganese         | 1-0           | 23 feb.       |
| 20 ott.     | 4-1              | Prato-Nocerina        | 3-0           | 23 feb.       |
| 20 ott.     | 1-1              | Salernitana-Viareggio | 5-0           | 22 feb.       |
|             | Riposa: Grosseto |                       |               |               |

| andata (7ª) | andata (7ª)      | Settima giornata    | ritorno (24ª) | ritorno (24ª) |
|             |                  |                     |               |               |
| 13 ott.     | 1-1              | Ascoli-Salernitana  | 1-2           | 16 feb.       |
| 13 ott.     | 2-2              | Gubbio-Benevento    | 0-3           | 16 feb.       |
| 13 ott.     | 1-0              | L'Aquila-Grosseto   | 0-1           | 16 feb.       |
| 13 ott.     | 0-4              | Nocerina-Catanzaro  | 0-3           | 16 feb.       |
| 13 ott.     | 0-1              | Paganese-Lecce      | 0-2           | 16 feb.       |
| 13 ott.     | 0-1              | Perugia-Pisa        | 1-2           | 16 feb.       |
| 13 ott.     | 2-2              | Pontedera-Prato     | 2-4           | 16 feb.       |
| 13 ott.     | 0-0              | Viareggio-Frosinone | 1-2           | 16 feb.       |
|             | Riposa: Barletta |                     |               | 16 feb.       |

| andata (8ª) | andata (8ª)      | Ottava giornata       | ritorno (25ª) | ritorno (25ª) |
|             |                  |                       |               |               |
| 20 ott.     | 2-2              | Barletta-L'Aquila     | 0-2           | 23 feb.       |
| 20 ott.     | 1-1              | Benevento-Perugia     | 0-0           | 21 feb.       |
| 18 ott.     | 1-1              | Catanzaro-Ascoli      | 1-0           | 23 feb.       |
| 20 ott.     | 5-0              | Frosinone-Pontedera   | 1-2           | 23 feb.       |
| 20 ott.     | 1-1              | Lecce-Gubbio          | 2-1           | 23 feb.       |
| 20 ott.     | 3-0              | Pisa-Paganese         | 1-0           | 23 feb.       |
| 20 ott.     | 4-1              | Prato-Nocerina        | 3-0           | 23 feb.       |
| 20 ott.     | 1-1              | Salernitana-Viareggio | 5-0           | 22 feb.       |
|             | Riposa: Grosseto |                       |               |               |

| andata (9ª) | andata (9ª)      | Nona giornata         | ritorno (26ª) | ritorno (26ª) |
|             |                  |                       |               |               |
| 27 ott.     | 2-5              | Ascoli-Lecce          | 1-2           | 28 feb.       |
| 27 ott.     | 1-2              | Benevento-Salernitana | 1-2           | 2 mar.        |
| 27 ott.     | 1-1              | Grosseto-Frosinone    | 0-3           | 2 mar.        |
| 27 ott.     | 1-0              | Gubbio-Pisa           | 0-1           | 2 mar.        |
| 27 ott.     | 2-0              | Paganese-Barletta     | 2-3           | 2 mar.        |
| 27 ott.     | 2-1              | Perugia-Catanzaro     | 0-1           | 2 mar.        |
| 28 ott.     | 2-1              | Pontedera-Nocerina    | 3-0           | 2 mar.        |
| 27 ott.     | 0-2              | Viareggio-Prato       | 0-1           | 2 mar.        |
|             | Riposa: L'Aquila |                       |               | 2 mar.        |

| andata (10ª) | andata (10ª)  | Decima giornata      | ritorno (27ª) | ritorno (27ª) |
|              |               |                      |               |               |
| 3 nov.       | 0-0           | Barletta-Perugia     | 0-3           | 9 mar.        |
| 3 nov.       | 1-0           | Catanzaro-Pontedera  | 0-0           | 9 mar.        |
| 3 nov.       | 0-0           | Frosinone-Benevento  | 1-1           | 9 mar.        |
| 3 nov.       | 2-0           | L'Aquila-Paganese    | 1-0           | 9 mar.        |
| 3 nov.       | 3-0           | Lecce-Viareggio      | 0-2           | 7 mar.        |
| 3 nov.       | 1-2           | Nocerina-Gubbio      | 0-3           | 9 mar.        |
| 3 nov.       | 2-1           | Pisa-Ascoli          | 1-2           | 9 mar.        |
| 1º nov.      | 0-1           | Salernitana-Grosseto | 1-2           | 9 mar.        |
|              | Riposa: Prato |                      |               | 9 mar.        |

| andata (9ª) | andata (9ª)      | Nona giornata         | ritorno (26ª) | ritorno (26ª) |
|             |                  |                       |               |               |
| 27 ott.     | 2-5              | Ascoli-Lecce          | 1-2           | 28 feb.       |
| 27 ott.     | 1-2              | Benevento-Salernitana | 1-2           | 2 mar.        |
| 27 ott.     | 1-1              | Grosseto-Frosinone    | 0-3           | 2 mar.        |
| 27 ott.     | 1-0              | Gubbio-Pisa           | 0-1           | 2 mar.        |
| 27 ott.     | 2-0              | Paganese-Barletta     | 2-3           | 2 mar.        |
| 27 ott.     | 2-1              | Perugia-Catanzaro     | 0-1           | 2 mar.        |
| 28 ott.     | 2-1              | Pontedera-Nocerina    | 3-0           | 2 mar.        |
| 27 ott.     | 0-2              | Viareggio-Prato       | 0-1           | 2 mar.        |
|             | Riposa: L'Aquila |                       |               | 2 mar.        |

| andata (10ª) | andata (10ª)  | Decima giornata      | ritorno (27ª) | ritorno (27ª) |
|              |               |                      |               |               |
| 3 nov.       | 0-0           | Barletta-Perugia     | 0-3           | 9 mar.        |
| 3 nov.       | 1-0           | Catanzaro-Pontedera  | 0-0           | 9 mar.        |
| 3 nov.       | 0-0           | Frosinone-Benevento  | 1-1           | 9 mar.        |
| 3 nov.       | 2-0           | L'Aquila-Paganese    | 1-0           | 9 mar.        |
| 3 nov.       | 3-0           | Lecce-Viareggio      | 0-2           | 7 mar.        |
| 3 nov.       | 1-2           | Nocerina-Gubbio      | 0-3           | 9 mar.        |
| 3 nov.       | 2-1           | Pisa-Ascoli          | 1-2           | 9 mar.        |
| 1º nov.      | 0-1           | Salernitana-Grosseto | 1-2           | 9 mar.        |
|              | Riposa: Prato |                      |               | 9 mar.        |

| andata (11ª) | andata (11ª)     | Undicesima giornata  | ritorno (28ª) | ritorno (28ª) |
|              |                  |                      |               |               |
| 8 nov.       | 1-1              | Benevento-Pisa       | 2-2           | 16 mar.       |
| 10 nov.      | 0-1              | Grosseto-Catanzaro   | 0-1           | 16 mar.       |
| 10 nov.      | 0-1              | Gubbio-Barletta      | 2-0           | 16 mar.       |
| 10 nov.      | 2-1              | Perugia-L'Aquila     | 0-0           | 16 mar.       |
| 10 nov.      | 0-0              | Pontedera-Lecce      | 0-3           | 16 mar.       |
| 10 nov.      | 3-3              | Prato-Frosinone      | 0-2           | 16 mar.       |
| 10 nov.      | 3-0              | Salernitana-Nocerina | 3-0           | 16 mar.       |
| 10 nov.      | 0-0              | Viareggio-Ascoli     | 0-2           | 16 mar.       |
| 10 nov.      | Riposa: Paganese |                      |               | 16 mar.       |

| andata (12ª) | andata (12ª)     | Dodicesima giornata   | ritorno (29ª) | ritorno (29ª) |
|              |                  |                       |               |               |
| 16 nov.      | 2-0              | Ascoli-Pontedera      | 0-5           | 23 mar.       |
| 16 nov.      | 0-2              | Barletta-Viareggio    | 1-2           | 23 mar.       |
| 16 nov.      | 2-2              | Catanzaro-Salernitana | 0-0           | 23 mar.       |
| 16 nov.      | 2-0              | Frosinone-Gubbio      | 3-2           | 23 mar.       |
| 16 nov.      | 2-2              | L'Aquila-Benevento    | 1-0           | 23 mar.       |
| 16 nov.      | 2-0              | Lecce-Prato           | 3-1           | 23 mar.       |
| 16 nov.      | 1-4              | Paganese-Perugia      | 1-2           | 23 mar.       |
| 16 nov.      | 0-0              | Pisa-Grosseto         | 1-3           | 21 mar.       |
| 16 nov.      | Riposa: Nocerina |                       |               |               |

| andata (11ª) | andata (11ª)     | Undicesima giornata  | ritorno (28ª) | ritorno (28ª) |
|              |                  |                      |               |               |
| 8 nov.       | 1-1              | Benevento-Pisa       | 2-2           | 16 mar.       |
| 10 nov.      | 0-1              | Grosseto-Catanzaro   | 0-1           | 16 mar.       |
| 10 nov.      | 0-1              | Gubbio-Barletta      | 2-0           | 16 mar.       |
| 10 nov.      | 2-1              | Perugia-L'Aquila     | 0-0           | 16 mar.       |
| 10 nov.      | 0-0              | Pontedera-Lecce      | 0-3           | 16 mar.       |
| 10 nov.      | 3-3              | Prato-Frosinone      | 0-2           | 16 mar.       |
| 10 nov.      | 3-0              | Salernitana-Nocerina | 3-0           | 16 mar.       |
| 10 nov.      | 0-0              | Viareggio-Ascoli     | 0-2           | 16 mar.       |
| 10 nov.      | Riposa: Paganese |                      |               | 16 mar.       |

| andata (12ª) | andata (12ª)     | Dodicesima giornata   | ritorno (29ª) | ritorno (29ª) |
|              |                  |                       |               |               |
| 16 nov.      | 2-0              | Ascoli-Pontedera      | 0-5           | 23 mar.       |
| 16 nov.      | 0-2              | Barletta-Viareggio    | 1-2           | 23 mar.       |
| 16 nov.      | 2-2              | Catanzaro-Salernitana | 0-0           | 23 mar.       |
| 16 nov.      | 2-0              | Frosinone-Gubbio      | 3-2           | 23 mar.       |
| 16 nov.      | 2-2              | L'Aquila-Benevento    | 1-0           | 23 mar.       |
| 16 nov.      | 2-0              | Lecce-Prato           | 3-1           | 23 mar.       |
| 16 nov.      | 1-4              | Paganese-Perugia      | 1-2           | 23 mar.       |
| 16 nov.      | 0-0              | Pisa-Grosseto         | 1-3           | 21 mar.       |
| 16 nov.      | Riposa: Nocerina |                       |               |               |

| andata (13ª) | andata (13ª)      | Tredicesima giornata  | ritorno (30ª) | ritorno (30ª) |
|              |                   |                       |               |               |
| 24 nov.      | 4-2               | Benevento-Barletta    | 6-1           | 30 mar.       |
| 24 nov.      | 1-1               | Grosseto-Paganese     | 2-0           | 30 mar.       |
| 24 nov.      | 1-1               | Gubbio-Catanzaro      | 1-1           | 30 mar.       |
| 18 dic.      | 0-3               | Nocerina-Lecce        | 0-3           | 30 mar.       |
| 24 nov.      | 3-2               | Perugia-Ascoli        | 1-0           | 30 mar.       |
| 24 nov.      | 2-3               | Pontedera-L'Aquila    | 2-0           | 30 mar.       |
| 24 nov.      | 1-1               | Prato-Pisa            | 0-5           | 30 mar.       |
| 24 nov.      | 1-0               | Salernitana-Frosinone | 2-2           | 30 mar.       |
| 24 nov.      | Riposa: Viareggio |                       |               | 30 mar.       |

| andata (14ª) | andata (14ª) | Quattordicesima giornata | ritorno (31ª) | ritorno (31ª) |
|              |              |                          |               |               |
| 1º dic.      | 1-1          | Ascoli-Prato             | 3-0           | 6 apr.        |
| 18 dic.      | 2-2          | Barletta-Pontedera       | 1-3           | 6 apr.        |
| 11 dic.      | 1-0          | Catanzaro-Benevento      | 0-0           | 6 apr.        |
| 29 nov.      | 1-2          | L'Aquila-Gubbio          | 4-0           | 6 apr.        |
| 1º dic.      | 1-0          | Lecce-Grosseto           | 1-0           | 6 apr.        |
| 30 nov.      | 1-2          | Paganese-Nocerina        | 3-0           | 6 apr.        |
| 1º dic.      | 0-0          | Pisa-Salernitana         | 0-1           | 6 apr.        |
| 1º dic.      | 0-2          | Viareggio-Perugia        | 1-2           | 6 apr.        |
|              |              | Riposa: Frosinone        |               | 6 apr.        |

| andata (13ª) | andata (13ª)      | Tredicesima giornata  | ritorno (30ª) | ritorno (30ª) |
|              |                   |                       |               |               |
| 24 nov.      | 4-2               | Benevento-Barletta    | 6-1           | 30 mar.       |
| 24 nov.      | 1-1               | Grosseto-Paganese     | 2-0           | 30 mar.       |
| 24 nov.      | 1-1               | Gubbio-Catanzaro      | 1-1           | 30 mar.       |
| 18 dic.      | 0-3               | Nocerina-Lecce        | 0-3           | 30 mar.       |
| 24 nov.      | 3-2               | Perugia-Ascoli        | 1-0           | 30 mar.       |
| 24 nov.      | 2-3               | Pontedera-L'Aquila    | 2-0           | 30 mar.       |
| 24 nov.      | 1-1               | Prato-Pisa            | 0-5           | 30 mar.       |
| 24 nov.      | 1-0               | Salernitana-Frosinone | 2-2           | 30 mar.       |
| 24 nov.      | Riposa: Viareggio |                       |               | 30 mar.       |

| andata (14ª) | andata (14ª) | Quattordicesima giornata | ritorno (31ª) | ritorno (31ª) |
|              |              |                          |               |               |
| 1º dic.      | 1-1          | Ascoli-Prato             | 3-0           | 6 apr.        |
| 18 dic.      | 2-2          | Barletta-Pontedera       | 1-3           | 6 apr.        |
| 11 dic.      | 1-0          | Catanzaro-Benevento      | 0-0           | 6 apr.        |
| 29 nov.      | 1-2          | L'Aquila-Gubbio          | 4-0           | 6 apr.        |
| 1º dic.      | 1-0          | Lecce-Grosseto           | 1-0           | 6 apr.        |
| 30 nov.      | 1-2          | Paganese-Nocerina        | 3-0           | 6 apr.        |
| 1º dic.      | 0-0          | Pisa-Salernitana         | 0-1           | 6 apr.        |
| 1º dic.      | 0-2          | Viareggio-Perugia        | 1-2           | 6 apr.        |
|              |              | Riposa: Frosinone        |               | 6 apr.        |

| andata (15ª) | andata (15ª) | Quindicesima giornata | ritorno (32ª) | ritorno (32ª) |
|              |              |                       |               |               |
| 8 dic.       | 2-0          | Benevento-Ascoli      | 3-0           | 13 apr.       |
| 8 dic.       | 1-1          | Catanzaro-Barletta    | 3-0           | 13 apr.       |
| 8 dic.       | 3-1          | Frosinone-Lecce       | 0-2           | 13 apr.       |
| 8 dic.       | 2-1          | Grosseto-Viareggio    | 0-0           | 13 apr.       |
| 8 dic.       | 2-0          | Gubbio-Paganese       | 2-2           | 13 apr.       |
| 8 dic.       | 1-0          | Nocerina-L'Aquila     | 0-3           | 13 apr.       |
| 8 dic.       | 0-1          | Pontedera-Perugia     | 0-1           | 13 apr.       |
| 8 dic.       | 0-2          | Salernitana-Prato     | 2-3           | 13 apr.       |
| 8 dic.       | Riposa: Pisa |                       |               | 13 apr.       |

| andata (16ª) | andata (16ª)      | Sedicesima giornata | ritorno (33ª) | ritorno (33ª) |
|              |                   |                     |               |               |
| 15 dic.      | 0-0               | Ascoli-Gubbio       | 0-1           | 27 apr.       |
| 15 dic.      | 0-0               | Barletta-Nocerina   | 3-0           | 27 apr.       |
| 15 dic.      | 0-1               | L'Aquila-Frosinone  | 0-3           | 27 apr.       |
| 15 dic.      | 2-0               | Lecce-Pisa          | 0-1           | 27 apr.       |
| 15 dic.      | 1-3               | Paganese-Catanzaro  | 0-3           | 27 apr.       |
| 13 dic.      | 1-0               | Perugia-Salernitana | 2-2           | 27 apr.       |
| 15 dic.      | 0-2               | Prato-Grosseto      | 3-1           | 27 apr.       |
| 15 dic.      | 2-1               | Viareggio-Benevento | 2-3           | 27 apr.       |
| 15 dic.      | Riposa: Pontedera |                     |               | 27 apr.       |

| andata (15ª) | andata (15ª) | Quindicesima giornata | ritorno (32ª) | ritorno (32ª) |
|              |              |                       |               |               |
| 8 dic.       | 2-0          | Benevento-Ascoli      | 3-0           | 13 apr.       |
| 8 dic.       | 1-1          | Catanzaro-Barletta    | 3-0           | 13 apr.       |
| 8 dic.       | 3-1          | Frosinone-Lecce       | 0-2           | 13 apr.       |
| 8 dic.       | 2-1          | Grosseto-Viareggio    | 0-0           | 13 apr.       |
| 8 dic.       | 2-0          | Gubbio-Paganese       | 2-2           | 13 apr.       |
| 8 dic.       | 1-0          | Nocerina-L'Aquila     | 0-3           | 13 apr.       |
| 8 dic.       | 0-1          | Pontedera-Perugia     | 0-1           | 13 apr.       |
| 8 dic.       | 0-2          | Salernitana-Prato     | 2-3           | 13 apr.       |
| 8 dic.       | Riposa: Pisa |                       |               | 13 apr.       |

| andata (16ª) | andata (16ª)      | Sedicesima giornata | ritorno (33ª) | ritorno (33ª) |
|              |                   |                     |               |               |
| 15 dic.      | 0-0               | Ascoli-Gubbio       | 0-1           | 27 apr.       |
| 15 dic.      | 0-0               | Barletta-Nocerina   | 3-0           | 27 apr.       |
| 15 dic.      | 0-1               | L'Aquila-Frosinone  | 0-3           | 27 apr.       |
| 15 dic.      | 2-0               | Lecce-Pisa          | 0-1           | 27 apr.       |
| 15 dic.      | 1-3               | Paganese-Catanzaro  | 0-3           | 27 apr.       |
| 13 dic.      | 1-0               | Perugia-Salernitana | 2-2           | 27 apr.       |
| 15 dic.      | 0-2               | Prato-Grosseto      | 3-1           | 27 apr.       |
| 15 dic.      | 2-1               | Viareggio-Benevento | 2-3           | 27 apr.       |
| 15 dic.      | Riposa: Pontedera |                     |               | 27 apr.       |

| \| andata (17ª) \| andata (17ª) \| Diciassettesima giornata \| ritorno (34ª) \| ritorno (34ª) \| \| \| \| \| \| \| \| 22 dic. \| 3-0 \| Benevento-Prato \| 3-3 \| 4 mag. \| \| 22 dic. \| 0-2 \| Catanzaro-L'Aquila \| 0-0 \| 4 mag. \| \| 22 dic. \| 1-1 \| Frosinone-Perugia \| 0-1 \| 4 mag. \| \| 22 dic. \| 0-0 \| Grosseto-Barletta \| 1-1 \| 4 mag. \| \| 22 dic. \| 2-2 \| Gubbio-Pontedera \| 1-3 \| 4 mag. \| \| 22 dic. \| 2-2 \| Nocerina-Ascoli[19] \| 0-3 \| 4 mag. \| \| 22 dic. \| 0-1 \| Pisa-Viareggio \| 2-1 \| 4 mag. \| \| 22 dic. \| 1-1 \| Salernitana-Paganese \| 0-1 \| 4 mag. \| \| 22 dic. \| Riposa: Lecce \| \| \| 4 mag. \| |               |                          |               |               |
| andata (17ª) | andata (17ª)  | Diciassettesima giornata | ritorno (34ª) | ritorno (34ª) |
| |               |                          |               |               |
| 22 dic. | 3-0           | Benevento-Prato          | 3-3           | 4 mag.        |
| 22 dic. | 0-2           | Catanzaro-L'Aquila       | 0-0           | 4 mag.        |
| 22 dic. | 1-1           | Frosinone-Perugia        | 0-1           | 4 mag.        |
| 22 dic. | 0-0           | Grosseto-Barletta        | 1-1           | 4 mag.        |
| 22 dic. | 2-2           | Gubbio-Pontedera         | 1-3           | 4 mag.        |
| 22 dic. | 2-2           | Nocerina-Ascoli          | 0-3           | 4 mag.        |
| 22 dic. | 0-1           | Pisa-Viareggio           | 2-1           | 4 mag.        |
| 22 dic. | 1-1           | Salernitana-Paganese     | 0-1           | 4 mag.        |
| 22 dic. | Riposa: Lecce |                          |               | 4 mag.        |

| andata (17ª) | andata (17ª)  | Diciassettesima giornata | ritorno (34ª) | ritorno (34ª) |
|              |               |                          |               |               |
| 22 dic.      | 3-0           | Benevento-Prato          | 3-3           | 4 mag.        |
| 22 dic.      | 0-2           | Catanzaro-L'Aquila       | 0-0           | 4 mag.        |
| 22 dic.      | 1-1           | Frosinone-Perugia        | 0-1           | 4 mag.        |
| 22 dic.      | 0-0           | Grosseto-Barletta        | 1-1           | 4 mag.        |
| 22 dic.      | 2-2           | Gubbio-Pontedera         | 1-3           | 4 mag.        |
| 22 dic.      | 2-2           | Nocerina-Ascoli          | 0-3           | 4 mag.        |
| 22 dic.      | 0-1           | Pisa-Viareggio           | 2-1           | 4 mag.        |
| 22 dic.      | 1-1           | Salernitana-Paganese     | 0-1           | 4 mag.        |
| 22 dic.      | Riposa: Lecce |                          |               | 4 mag.        |

### Spareggi

#### Play-off

##### Preliminari
|           | Risultati     |             | Luogo e data              |
| --------- | ------------- | ----------- | ------------------------- |
| Frosinone | 2-0           | Salernitana | Frosinone, 11 maggio 2014 |
| L'Aquila  | 0-1           | Pisa        | L'Aquila, 11 maggio 2014  |
| Catanzaro | 1-2           | Benevento   | Catanzaro, 11 maggio 2014 |
| Lecce     | 0-0 (8-7 dcr) | Pontedera   | Lecce, 11 maggio 2014     |
|           |               |             |                           |

##### Tabellone (dalle semifinali)
Le semifinali sono state disputate il 18 e il 25 maggio, mentre le finali il 1º e il 7 giugno.
|  | Semifinali | Semifinali | Semifinali | Semifinali | Semifinali |  |  | Finale | Finale    | Finale | Finale  | Finale |  |
|  |            |            |            |            |            |  |  |        |           |        |         |        |  |
|  | 6ª         | Pisa       | 0          | 1          | 1          |  |  |        |           |        |         |        |  |
|  | 2ª         | Frosinone  | 0          | 2          | 2          |  |  | 3ª     | Lecce     | 1      | 1       | 2      |  |
|  | 7ª         | Benevento  | 1          | 0          | 1          |  |  | 2ª     | Frosinone | 1      | 3 (dts) | 4      |  |
|  | 3ª         | Lecce      | 1          | 2          | 3          |  |  |        |           |        |         |        |  |

##### Semifinali
|           | Risultati |           | Luogo e data              |
| --------- | --------- | --------- | ------------------------- |
| Pisa      | 0-0       | Frosinone | Pisa, 18 maggio 2014      |
| Frosinone | 2-1       | Pisa      | Frosinone, 25 maggio 2014 |
|           |           |           |                           |
| Benevento | 1-1       | Lecce     | Benevento, 18 maggio 2014 |
| Lecce     | 2-0       | Benevento | Lecce, 25 maggio 2014     |
|           |           |           |                           |

##### Finali
|           | Risultati   |           | Luogo e data             |
| --------- | ----------- | --------- | ------------------------ |
| Lecce     | 1-1         | Frosinone | Lecce, 1º giugno 2014    |
| Frosinone | 3-1 (d.t.s) | Lecce     | Frosinone, 7 giugno 2014 |
|           |             |           |                          |

### Statistiche

#### Squadre

##### Primati stagionali
- Maggior numero di vittorie: Perugia e Lecce (19)
- Minor numero di vittorie: Nocerina (3)
- Maggior numero di pareggi: Catanzaro (16)
- Minor numero di pareggi: Lecce (4)
- Maggior numero di sconfitte: Nocerina (24)
- Minor numero di sconfitte: Catanzaro (3)
- Miglior attacco: Benevento (58 gol fatti)
- Peggior attacco: Nocerina (18 gol fatti)
- Miglior difesa: Catanzaro (17 gol subiti)
- Peggior difesa: Nocerina (76 gol subiti)
- Miglior differenza reti: Frosinone (+27)
- Peggior differenza reti: Nocerina (-58)
- Miglior serie positiva: Perugia (15, dalla 8ª alla 23ª giornata)

Partite
- Partita con più reti (7):

Pontedera-Grosseto 5-2 (1ª giornata),
Pisa-Nocerina 5-2 (4ª giornata),
Ascoli-Lecce 2-5 (9ª giornata),
Lecce-Perugia 3-4 (22ª giornata),
Benevento-Barletta 6-1 (30ª giornata)
- Partita con maggiore scarto di gol (5):

Frosinone-Pontedera 5-0 (8ª giornata),
Gubbio-Perugia 0-5 (19ª giornata),
Viareggio-Salernitana 0-5 (25ª giornata),
Pontedera-Ascoli 5-0 (29ª giornata)
Benevento-Barletta 6-1 (30ª giornata),
Pisa-Prato 5-0 (30ª giornata)
- Giornata con maggior numero di gol: 25 (8ª giornata)

#### Individuali

##### Classifica marcatori
Fonte:
| Gol | Rigori |  | Giocatore         | Squadra   |
| --- | ------ |  | ----------------- | --------- |
| 17  | 3      |  | Daniel Ciofani    | Frosinone |
| 16  | 2      |  | Felice Evacuo     | Benevento |
| 15  | 6      |  | Rachid Arma       | Pisa      |
| 15  | 1      |  | Andrea Arrighini  | Pontedera |
| 15  | 9      |  | Luigi Grassi      | Pontedera |
| 14  | 1      |  | Fabrizio Miccoli  | Lecce     |
| 13  | 1      |  | Fabio Mazzeo      | Perugia   |
| 13  | 5      |  | Umberto Eusepi    | Perugia   |
| 12  | 3      |  | Giordano Fioretti | Catanzaro |
| 12  | 2      |  | Davis Curiale     | Frosinone |